# 教導立志基

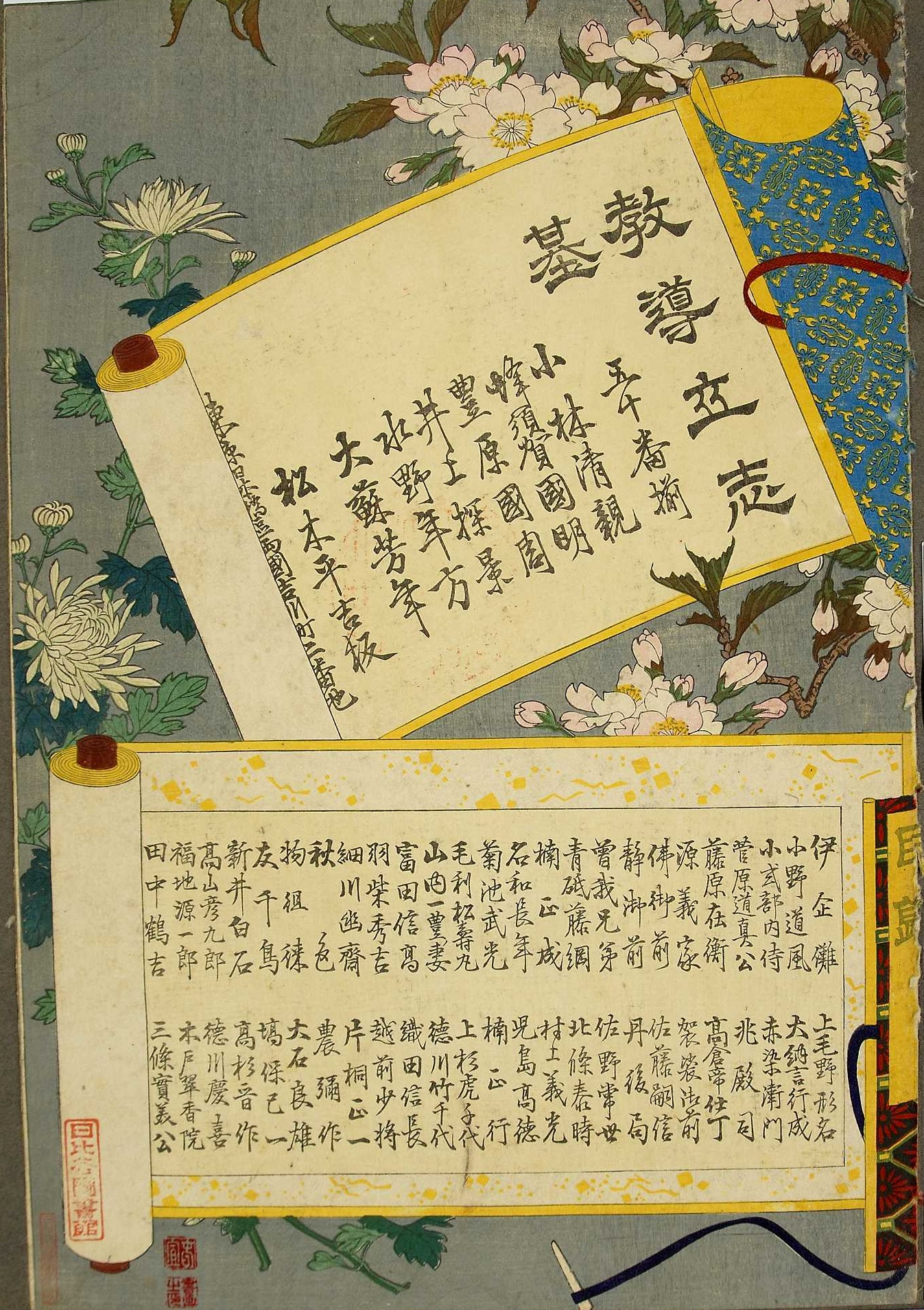
教導立志基（明治21年版）目録、絵師6名による全50図揃い

教導立志基（きょうどうりっしのもとい）は、歴史的人物の故事を描いた明治時代の浮世絵の揃物(連作)。明治政府が打ち出した教化方針のもとに制作された教訓絵で、古代から近代までのさまざまな偉業を成した人物が描かれた。刊行は明治16年(1883年)から明治22年(1899年)。絵師は小林清親、水野年方、大蘇芳年（月岡芳年）、楊洲周延、豊原国周、蜂須賀国明（2代目歌川国明）、井上探景（井上安治）。版元は松木平吉。全53図。

## 作品

### 小林清親

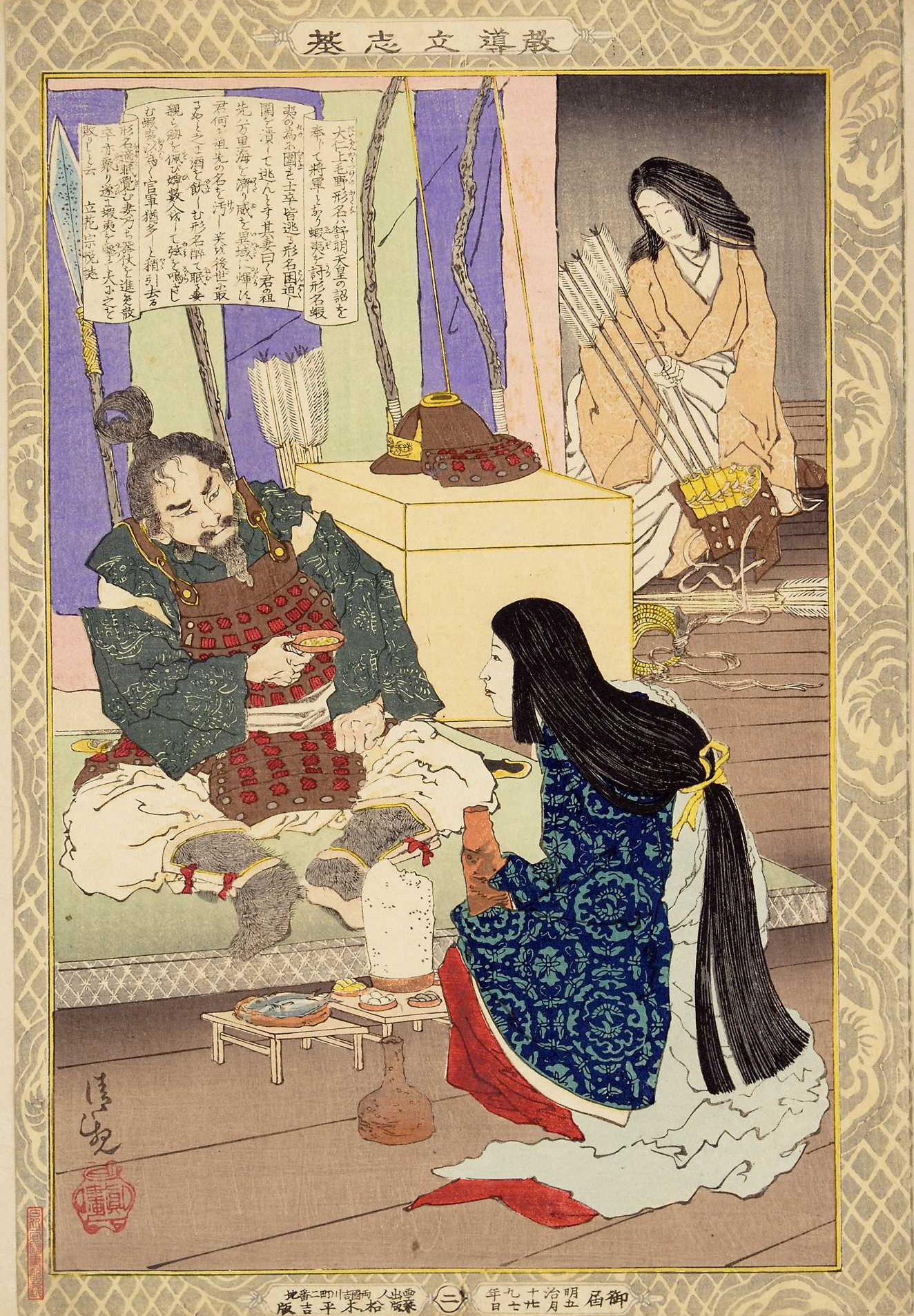
上毛野形名の妻。蝦夷征伐の命を受けたが二の足を踏む夫に妻が酒を振る舞い激励する場面。これにより形名は戦功をおさめた。
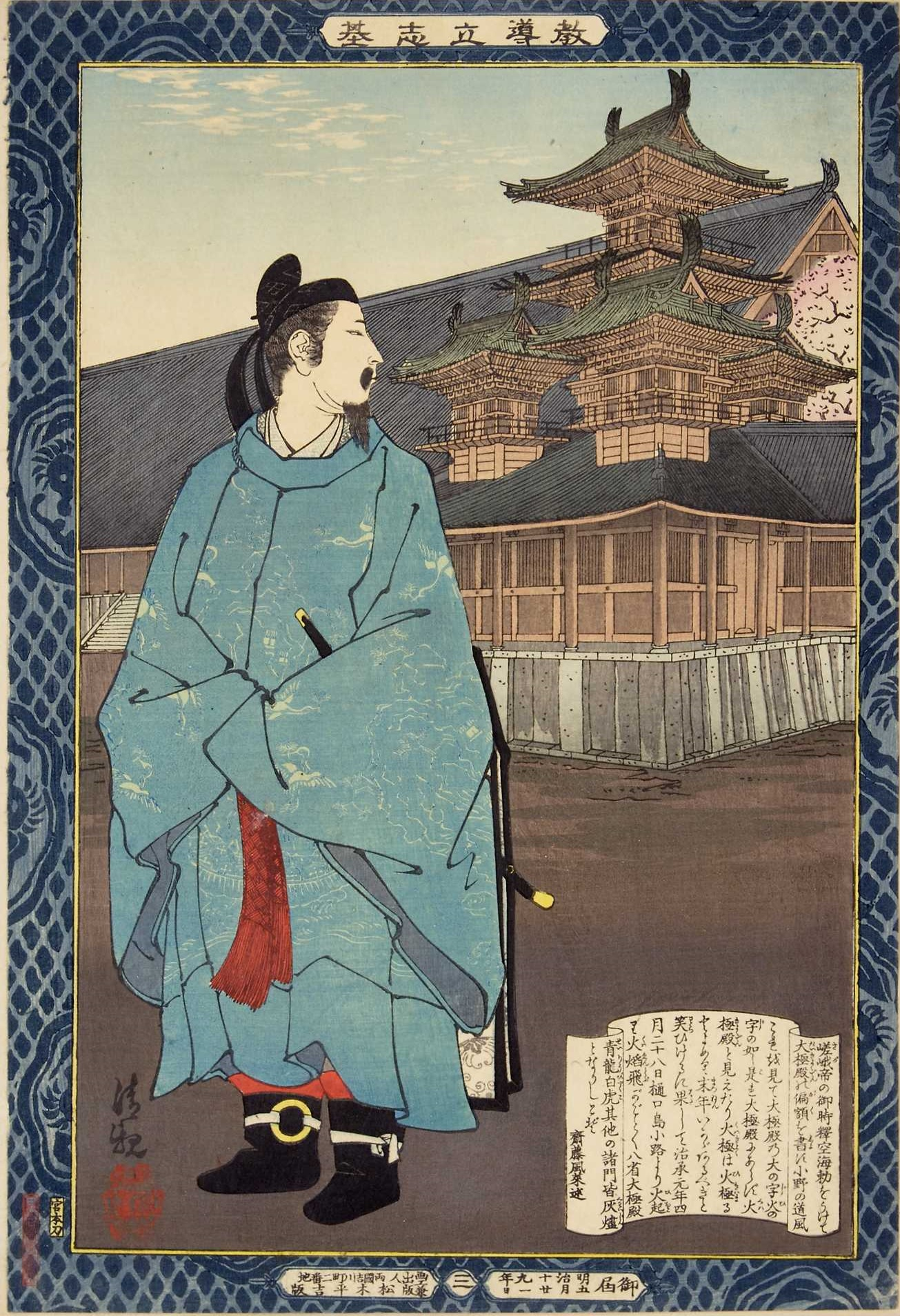
小野道風。大極殿の扁額に書かれた空海の書を批判し、和様の書を創始した。
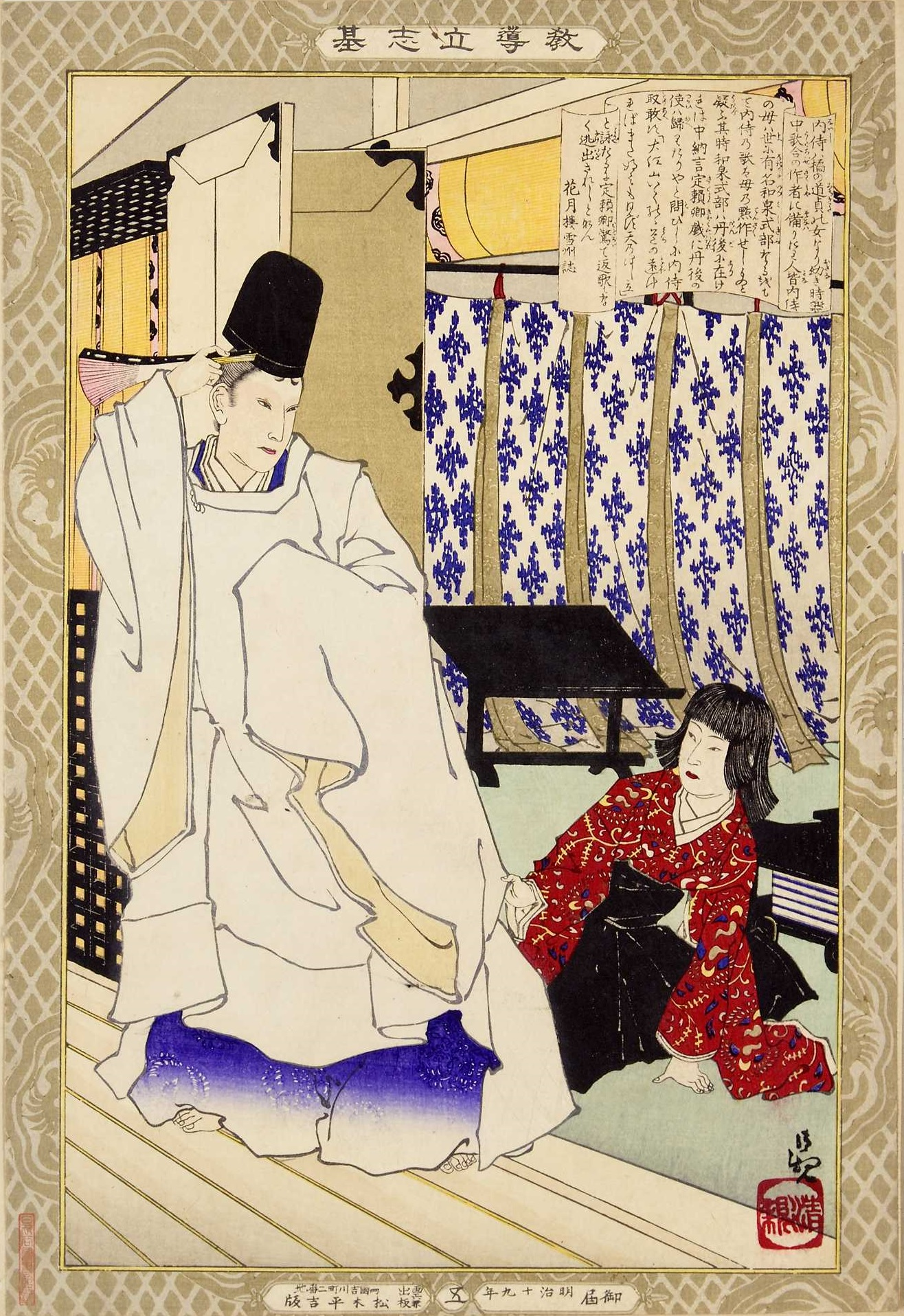
小式部内侍（右）。見事な和歌で藤原定頼の嫌味を封じた場面
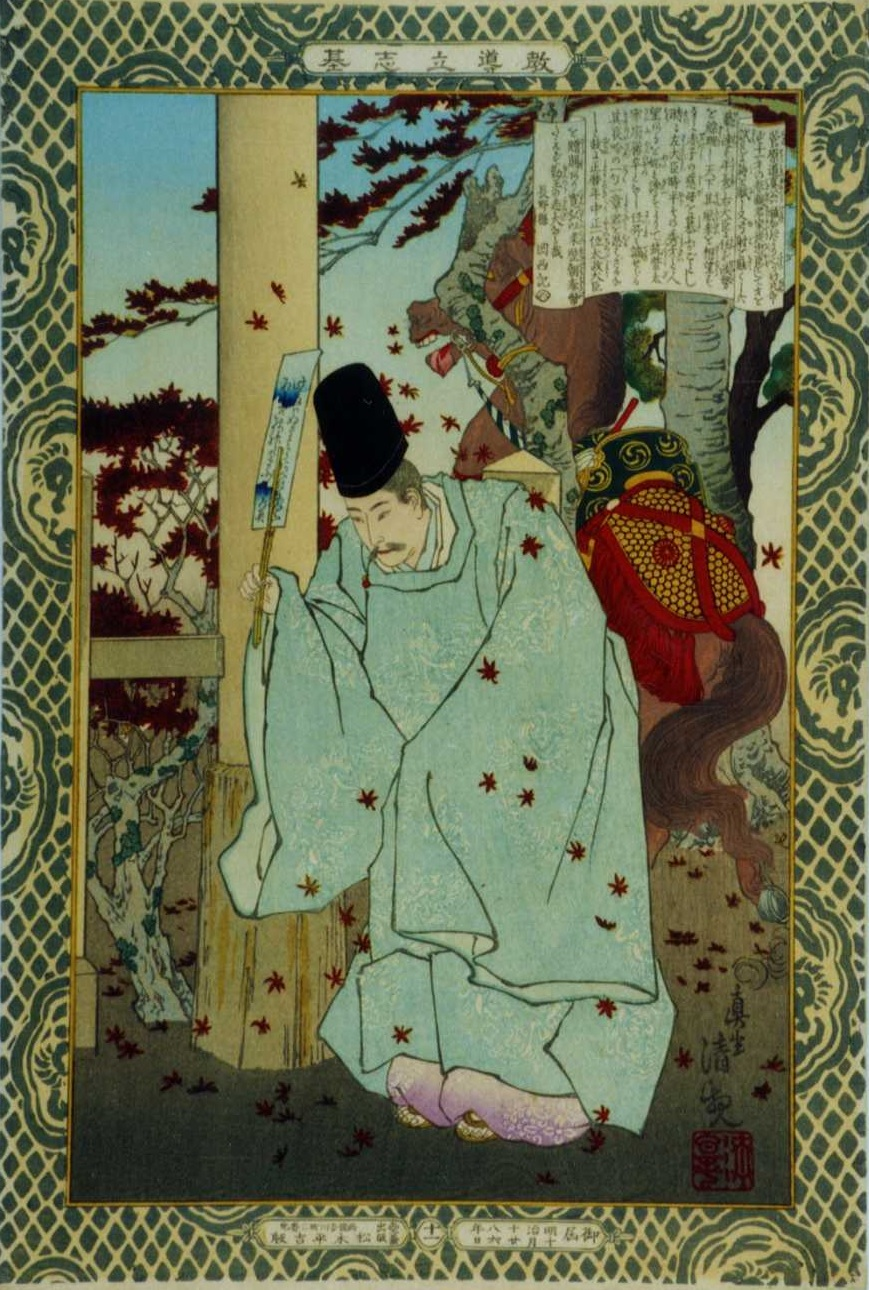
菅原道真
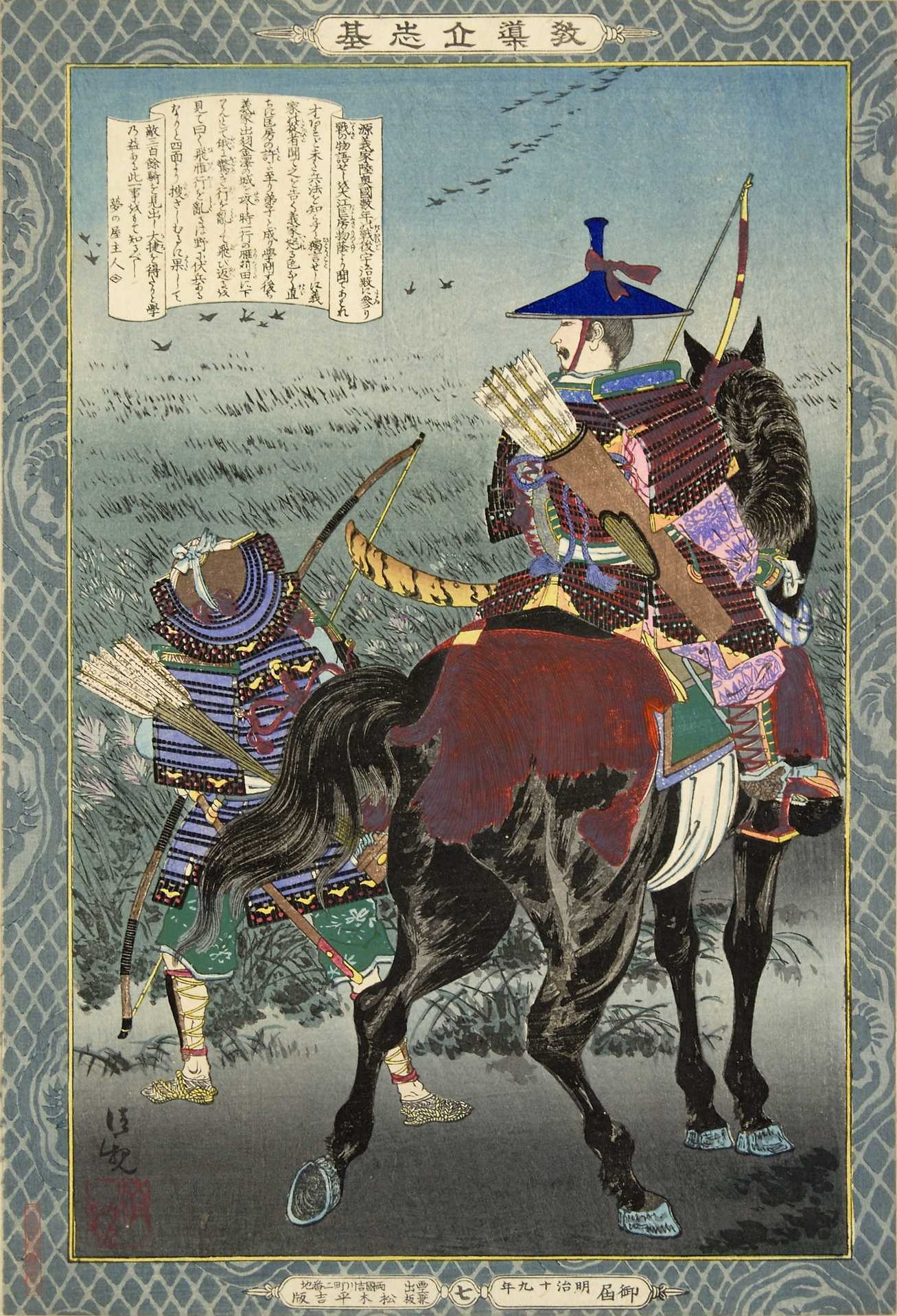
源義家
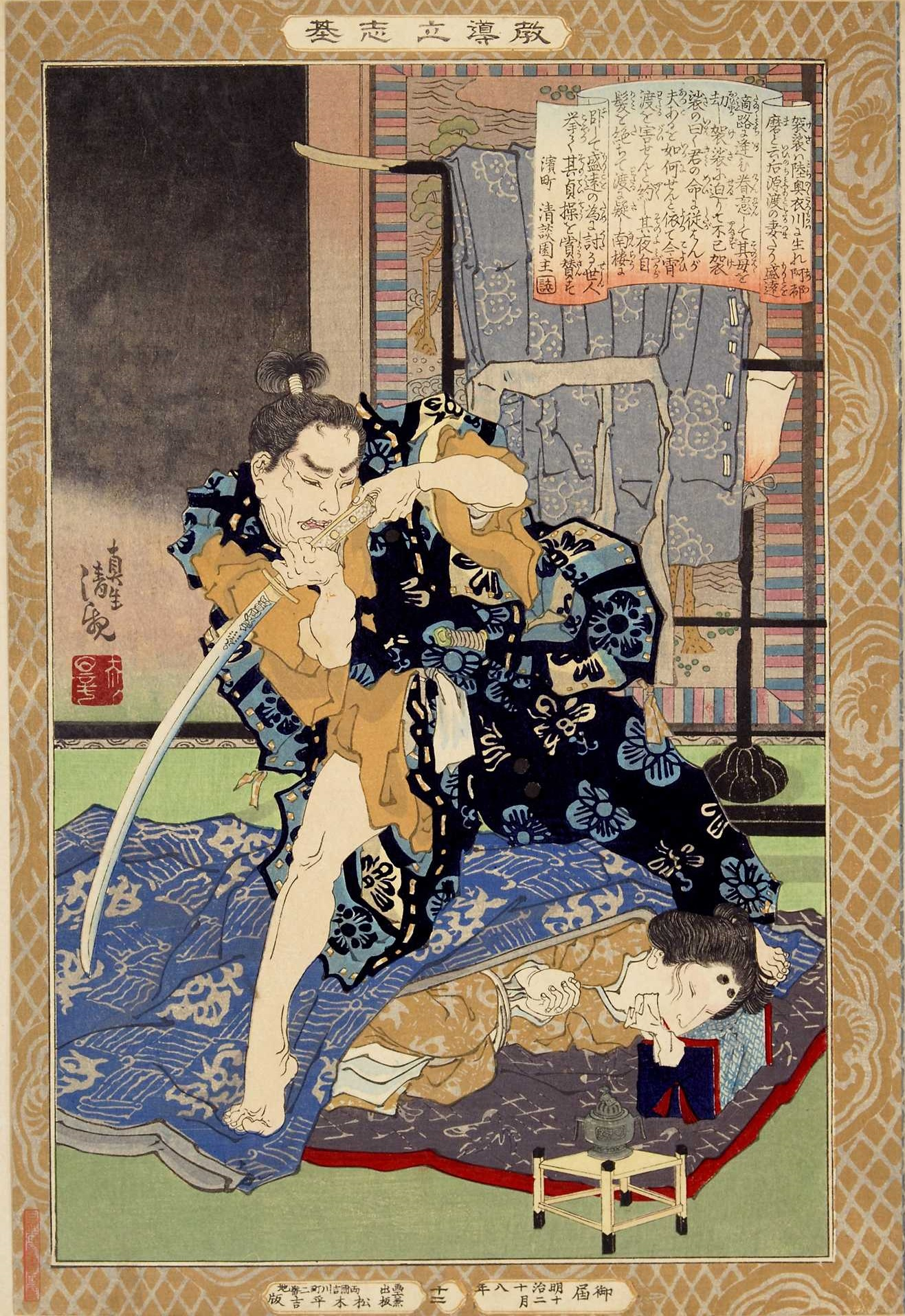
袈裟御前（右）。夫の身代わりとなって遠藤盛遠の刀を受ける場面
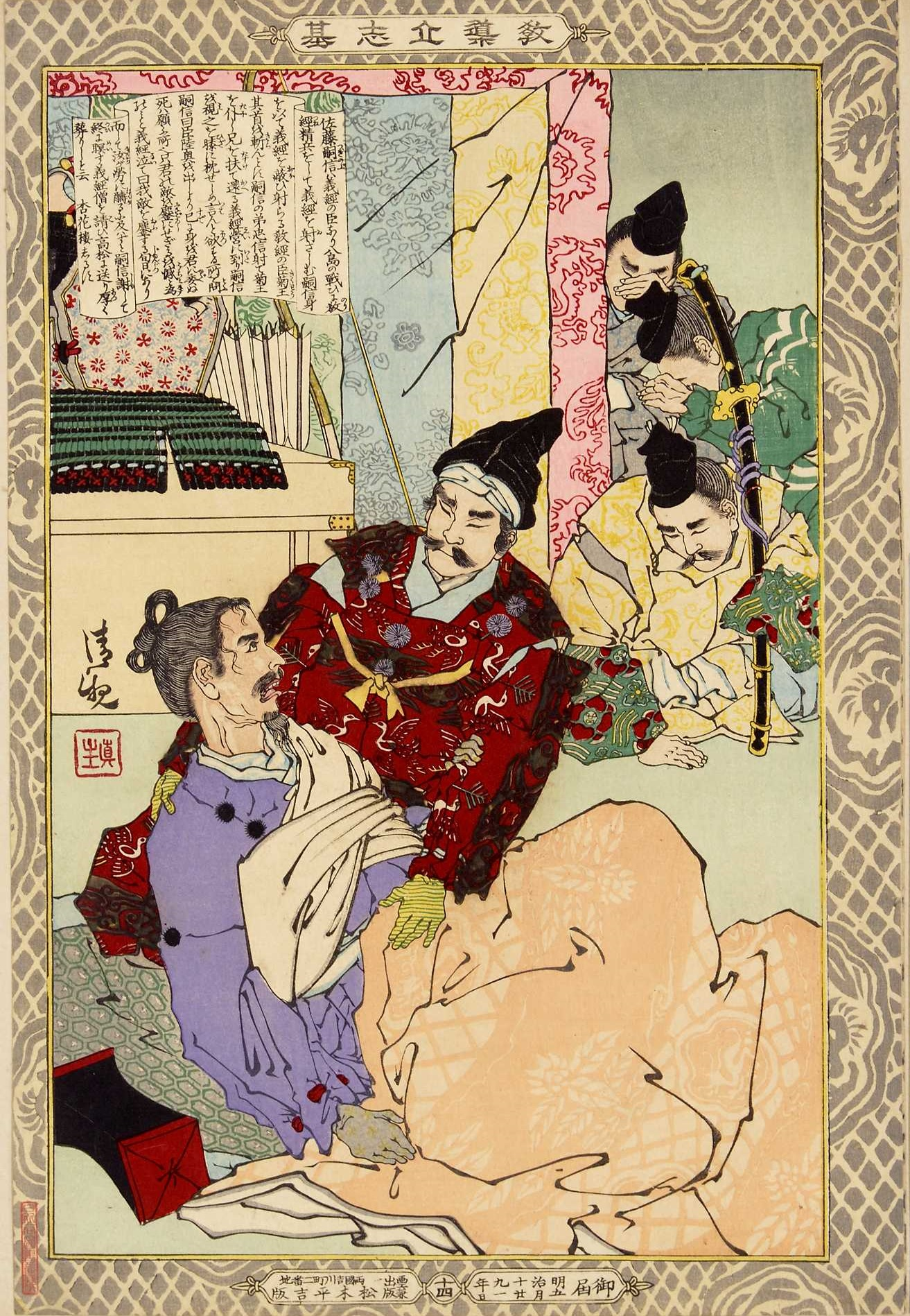
佐藤嗣信
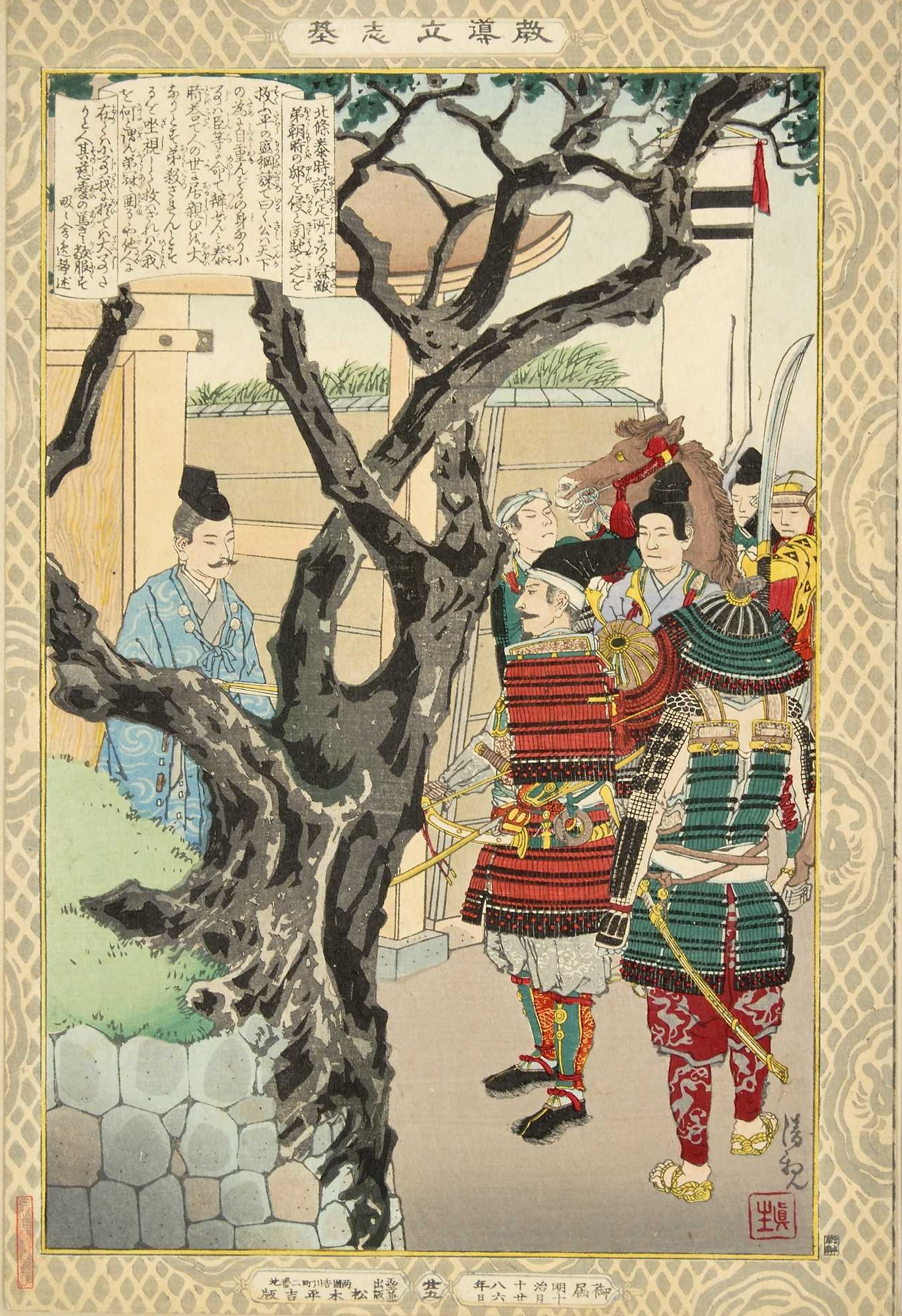
北条泰時
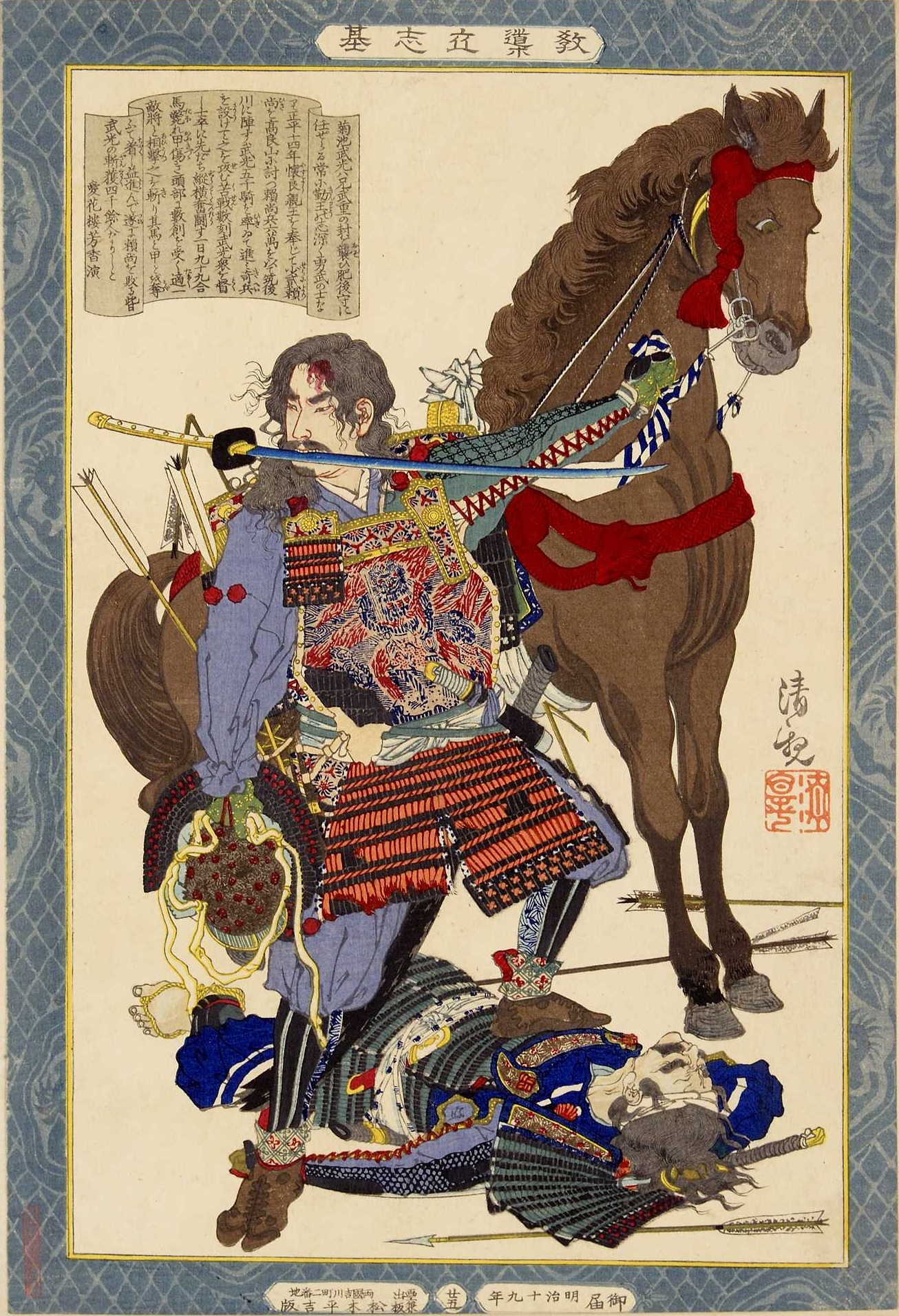
菊池武光
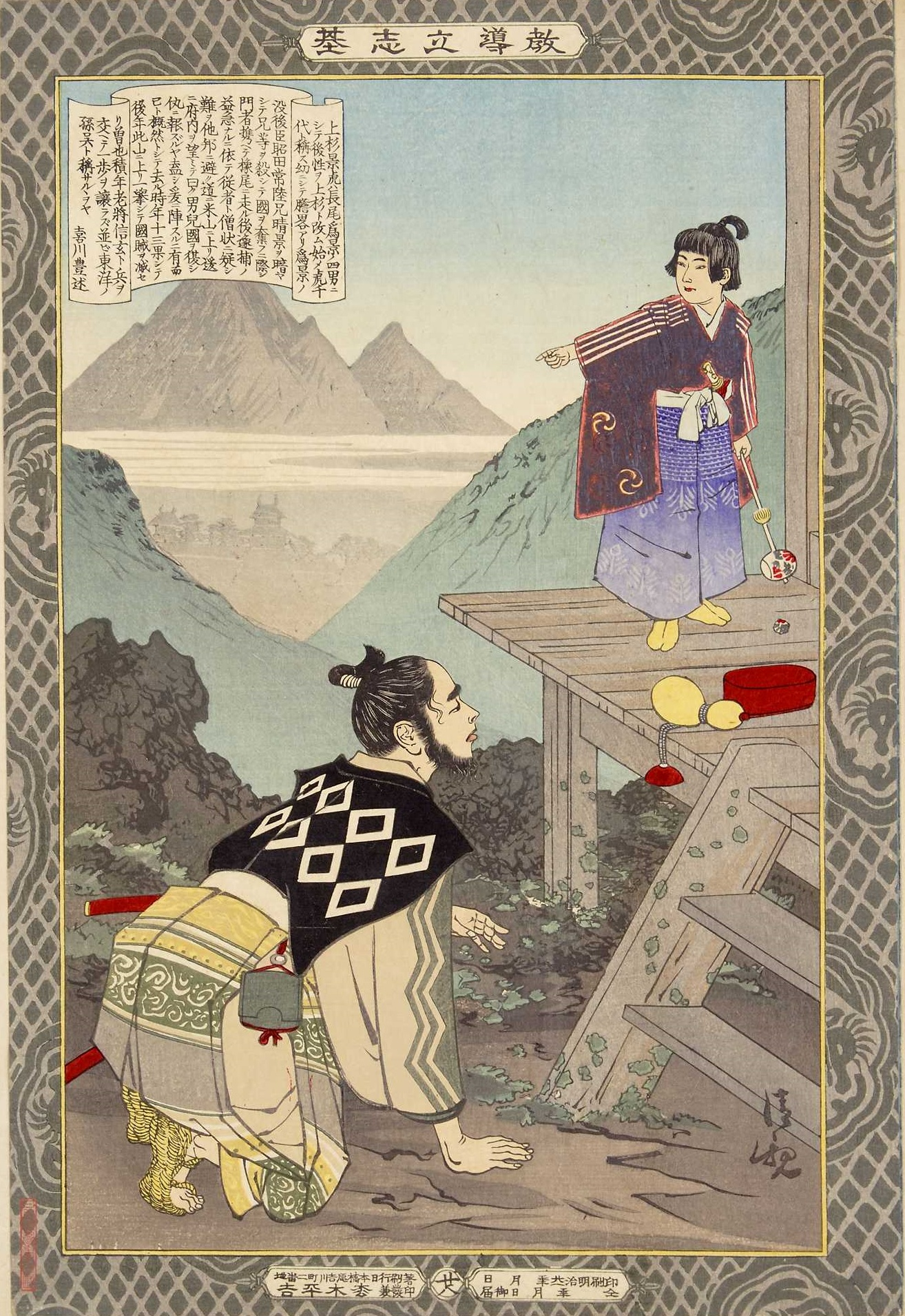
上杉謙信
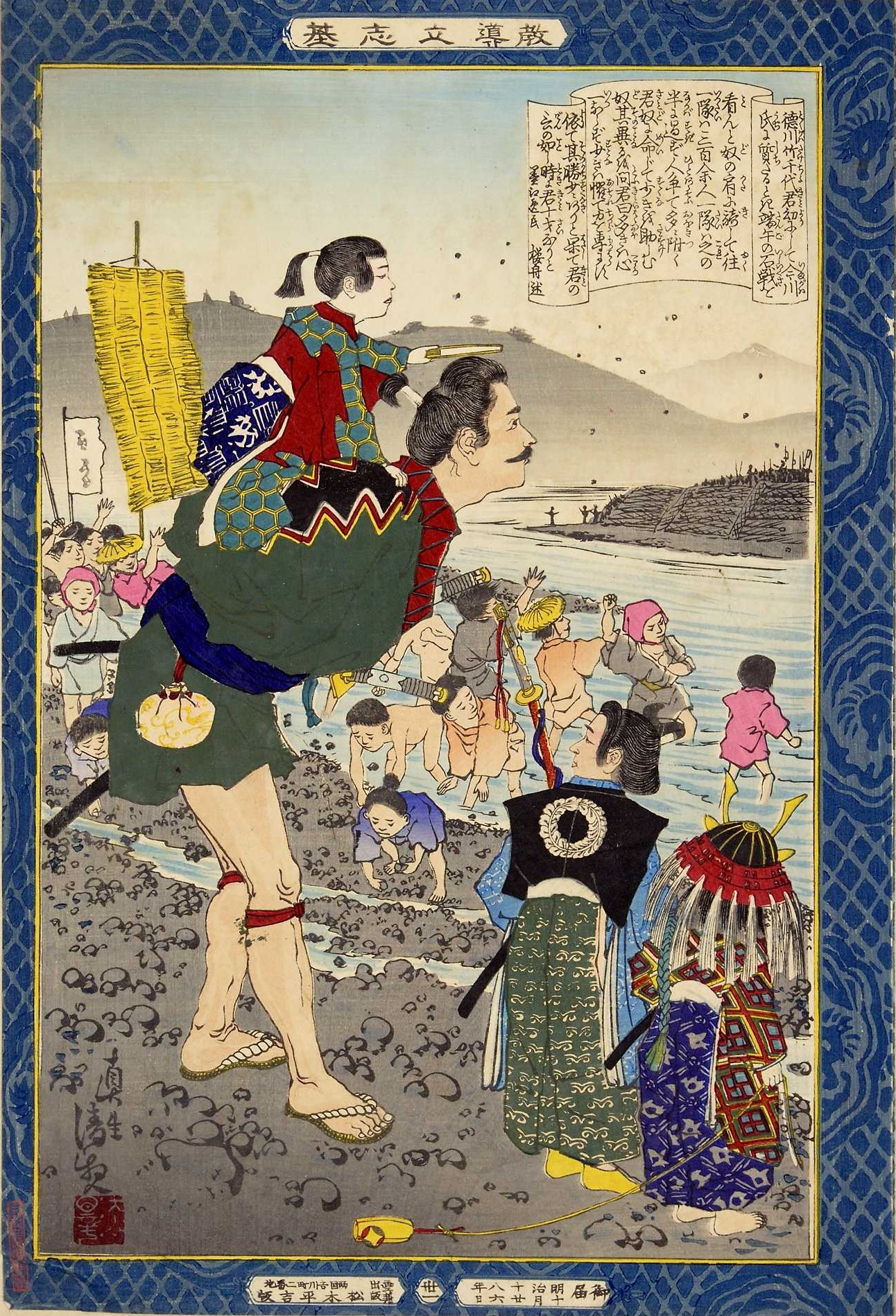
徳川家康
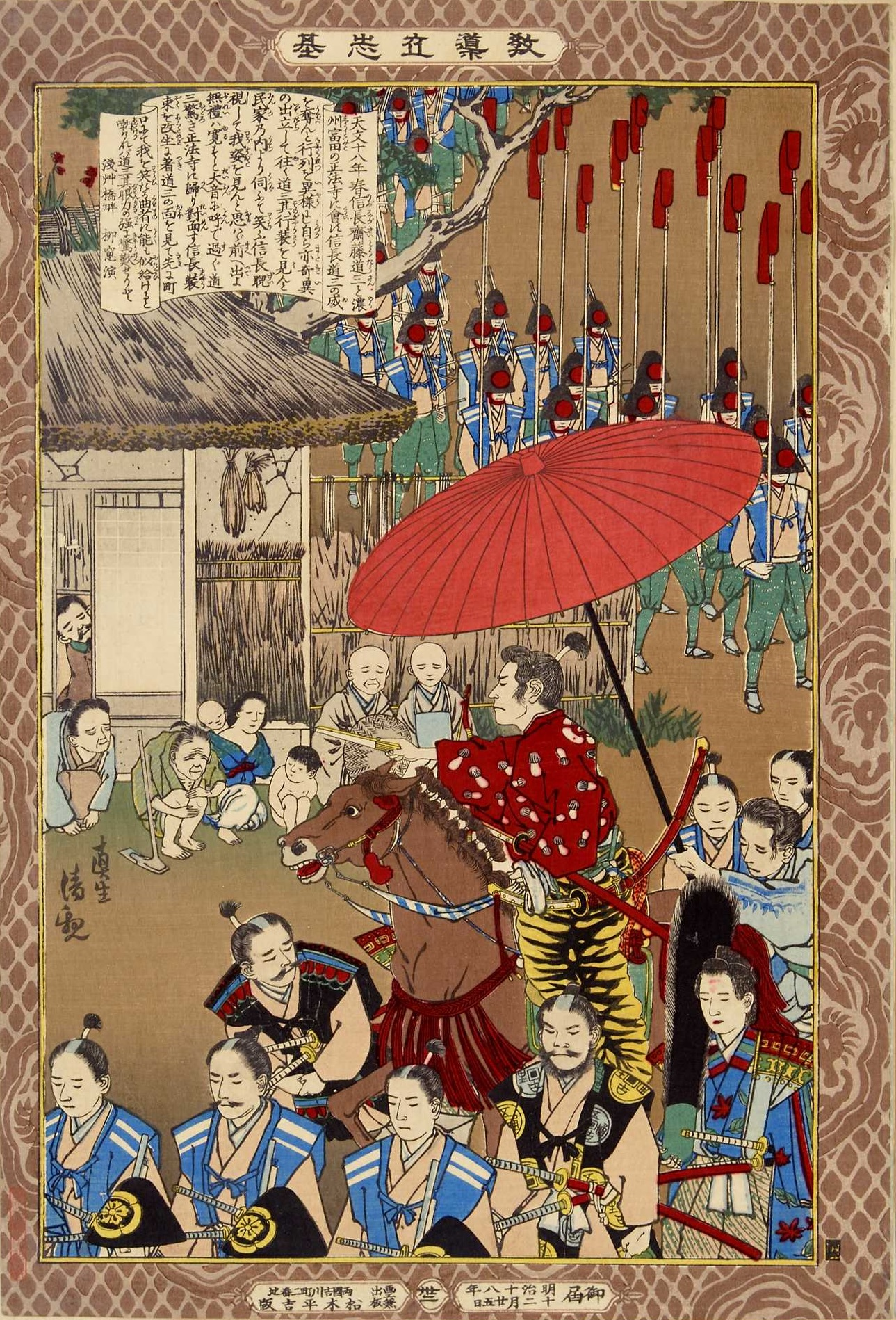
織田信長
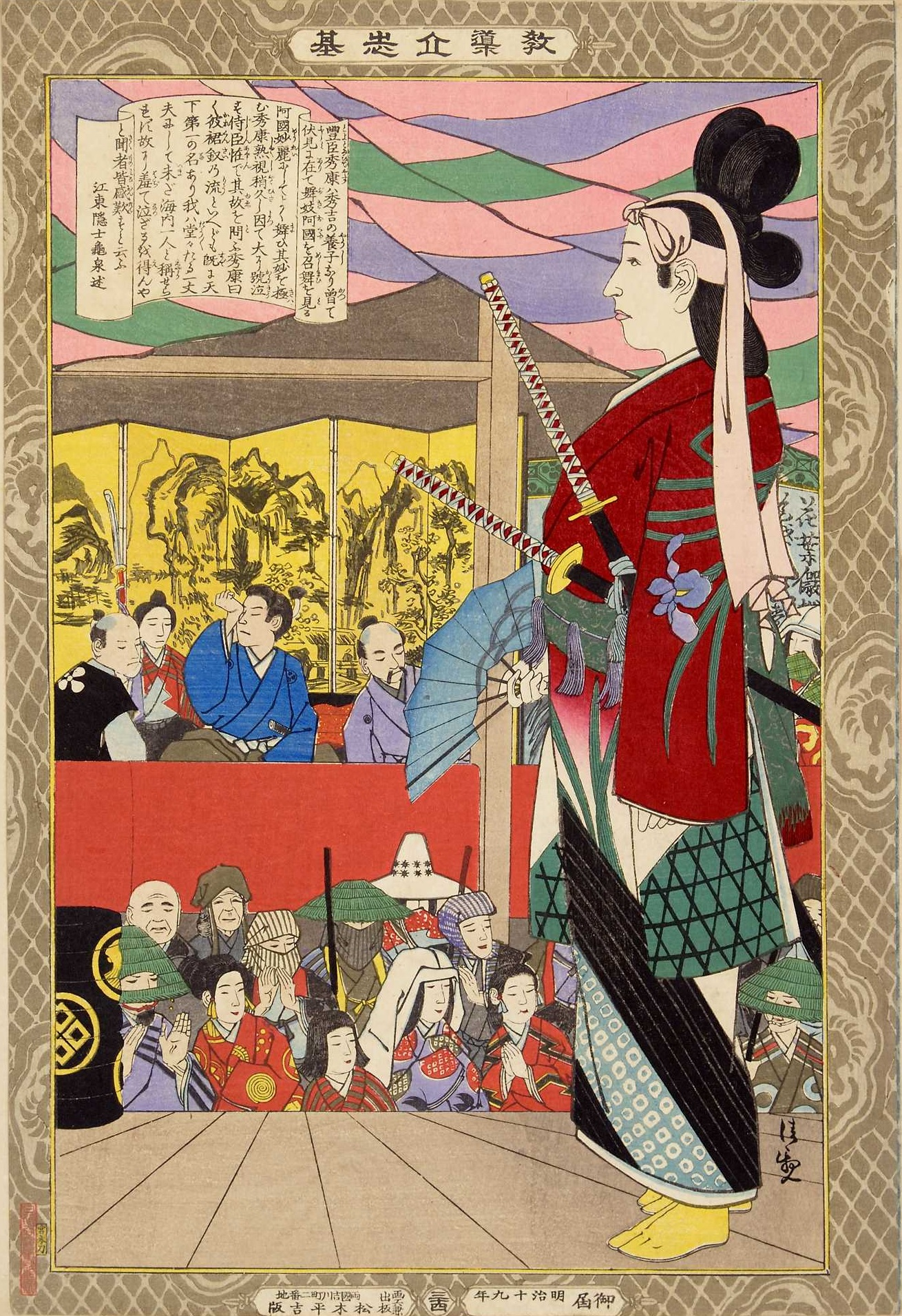
結城秀康（左上中央）と出雲阿国（右）。天下一と謳われた阿国の舞いを見て、天下一になれない我が身を嘆き涙する秀康
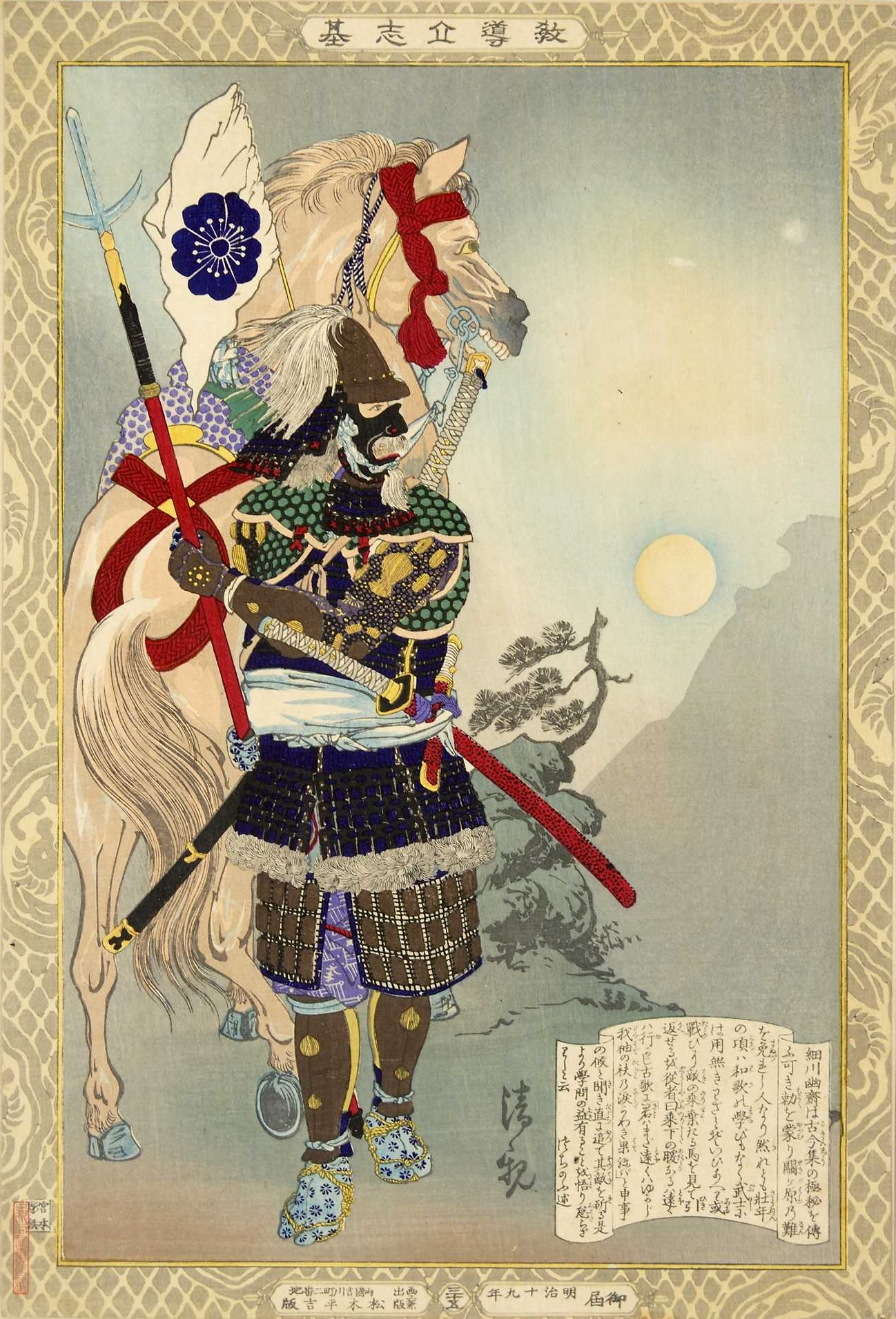
細川幽斎
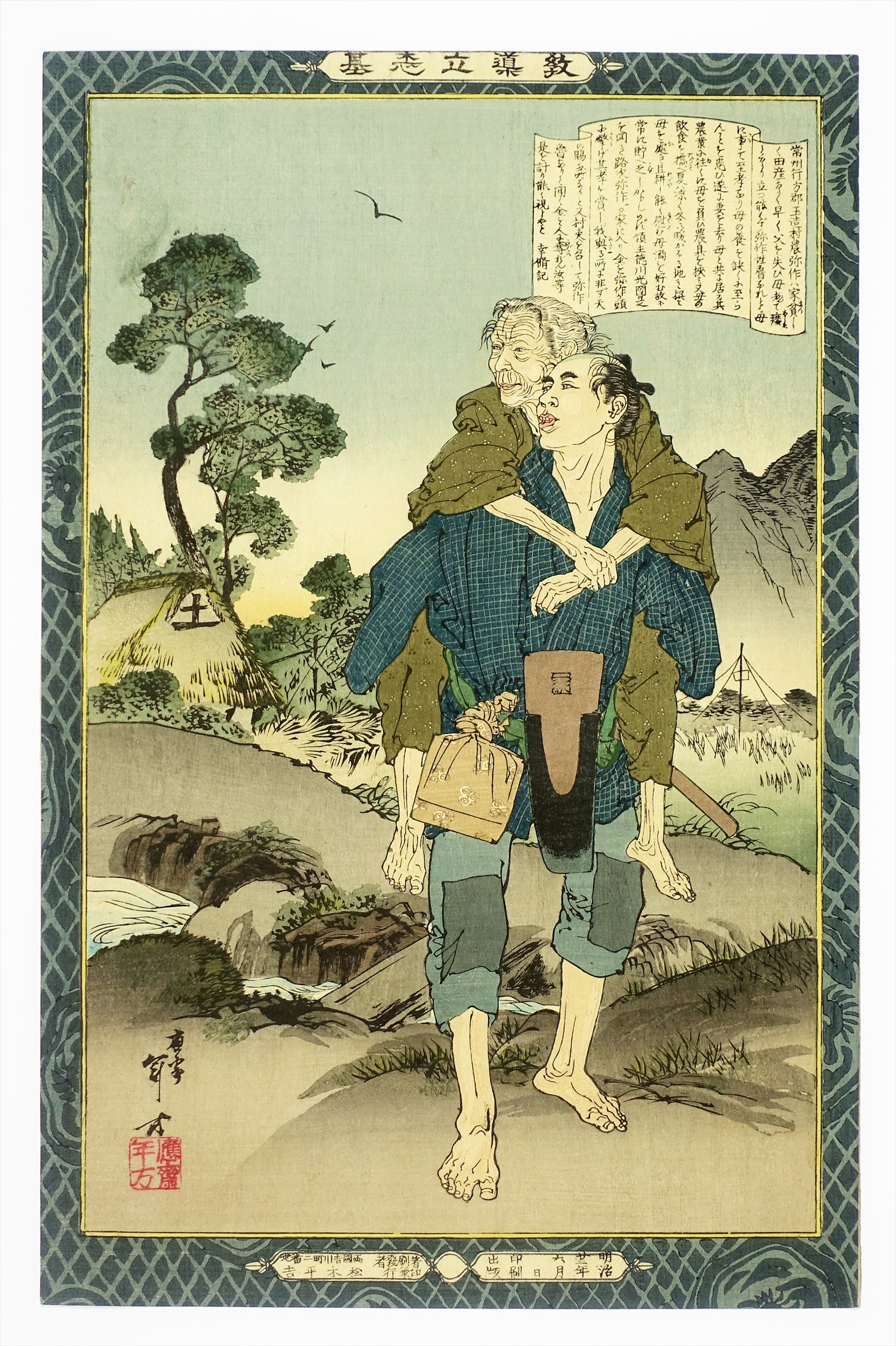
農夫の弥作。足腰の悪い母の面倒をよくみる孝行息子として徳川光圀から褒美を授かった
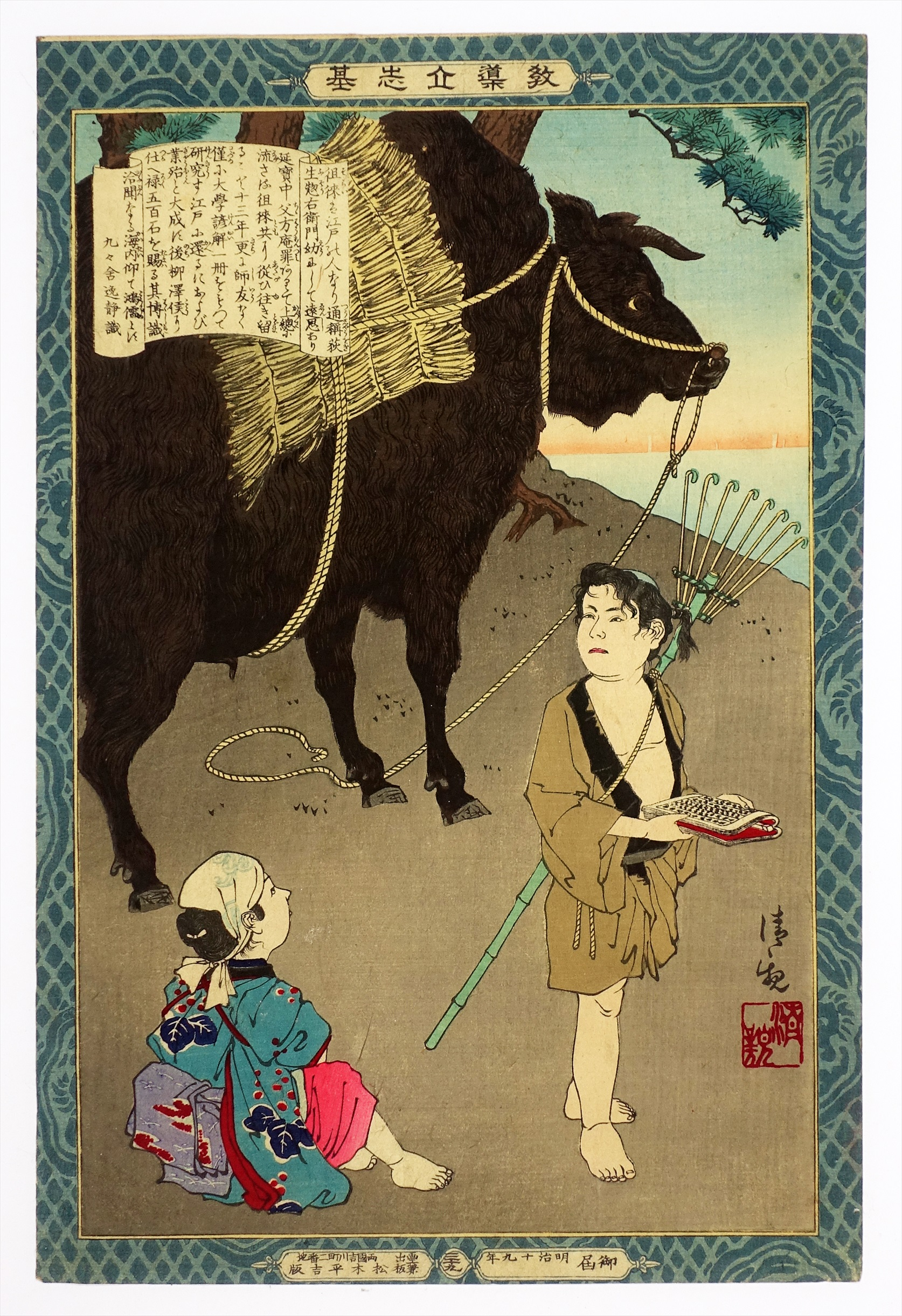
荻生徂徠。田舎暮らしで師友がなくとも『大学諺読』（林羅山による『大学 (書物)』注釈書）一冊を頼りに学び、大成した
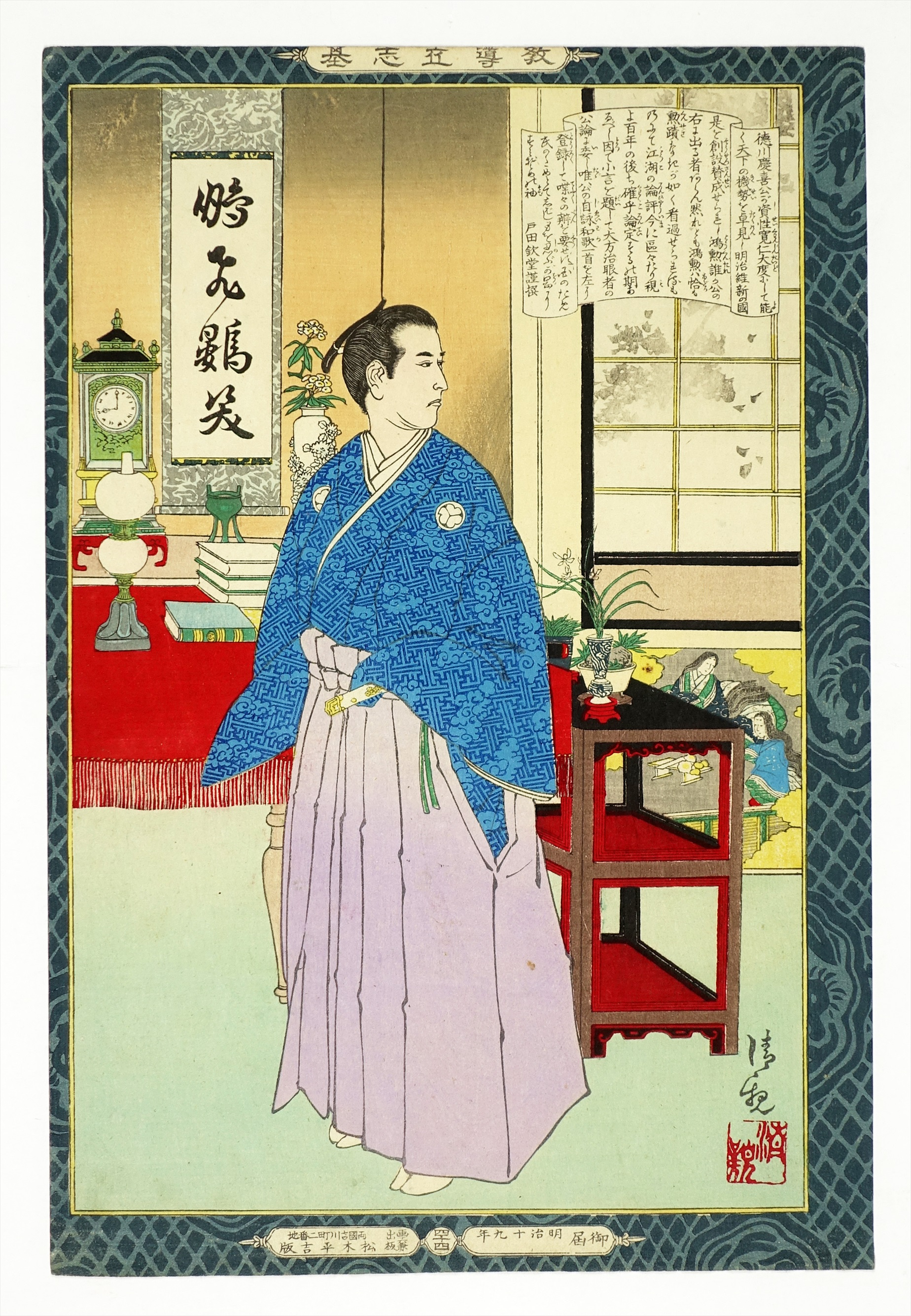
徳川慶喜
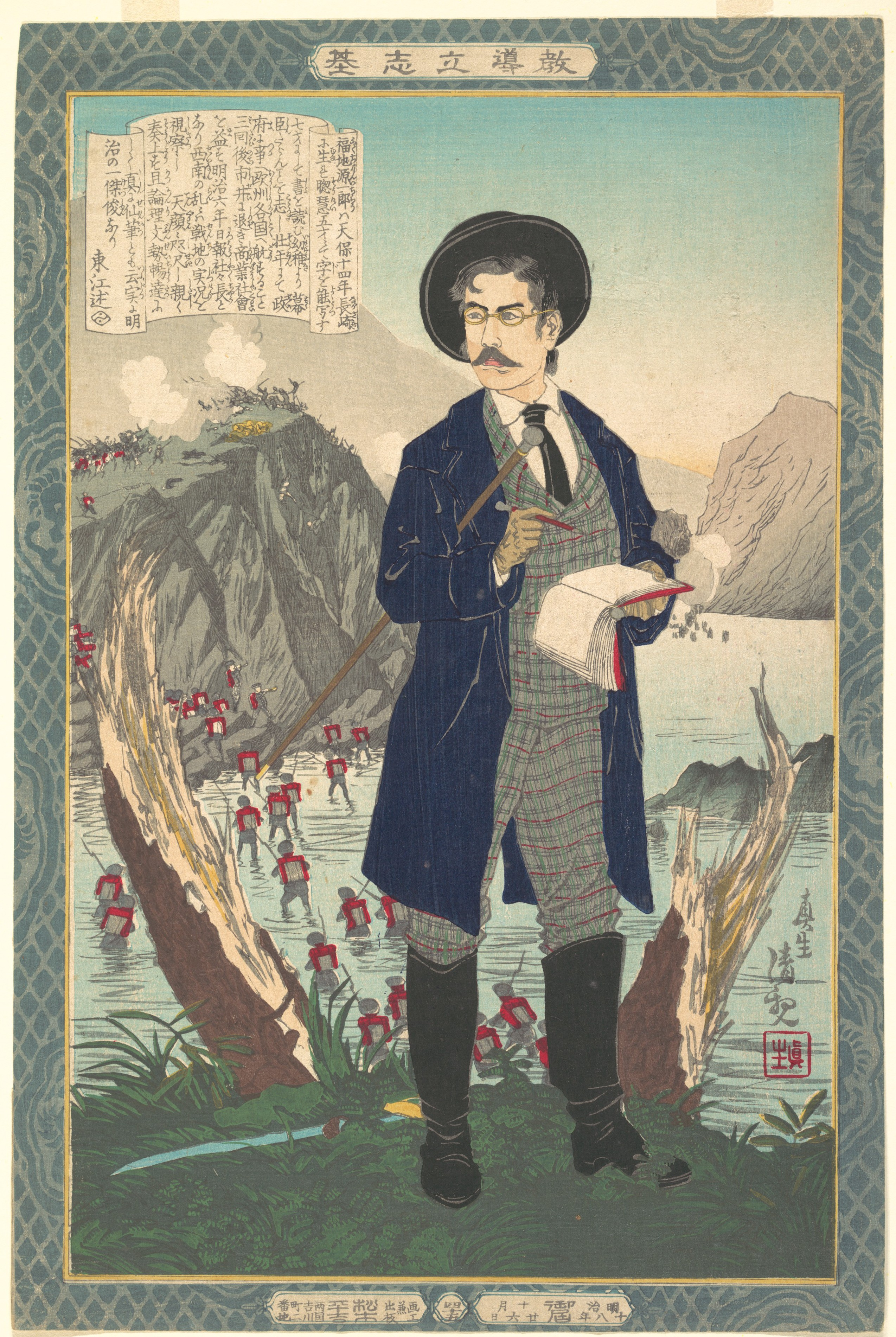
福地源一郎。西南戦争を取材

### 大蘇芳年

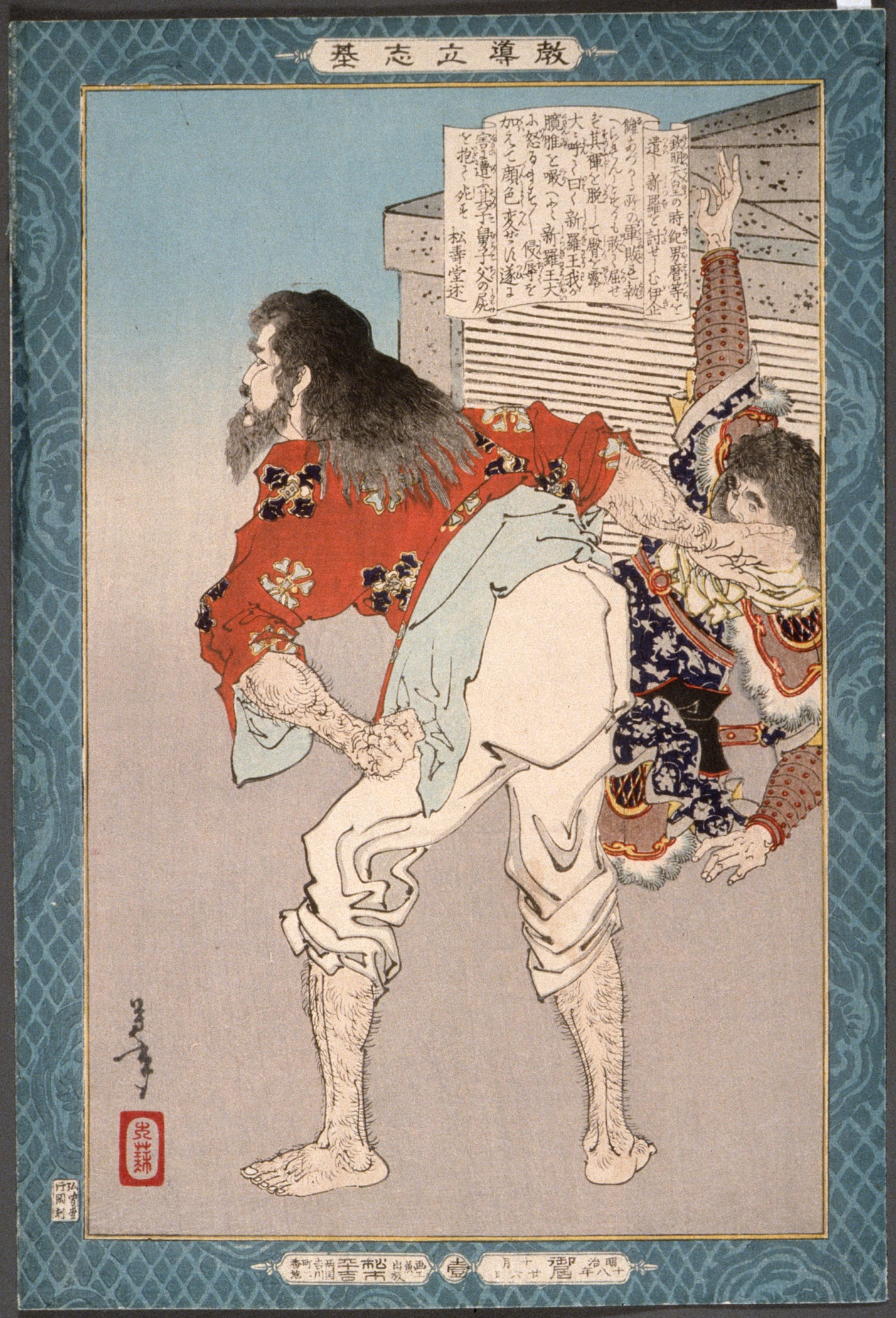
調伊企儺。新羅征伐で捕虜となった際、日本に向かって尻を食らわせろと命ぜられたが新羅王に向かってこれをなし、処刑された。
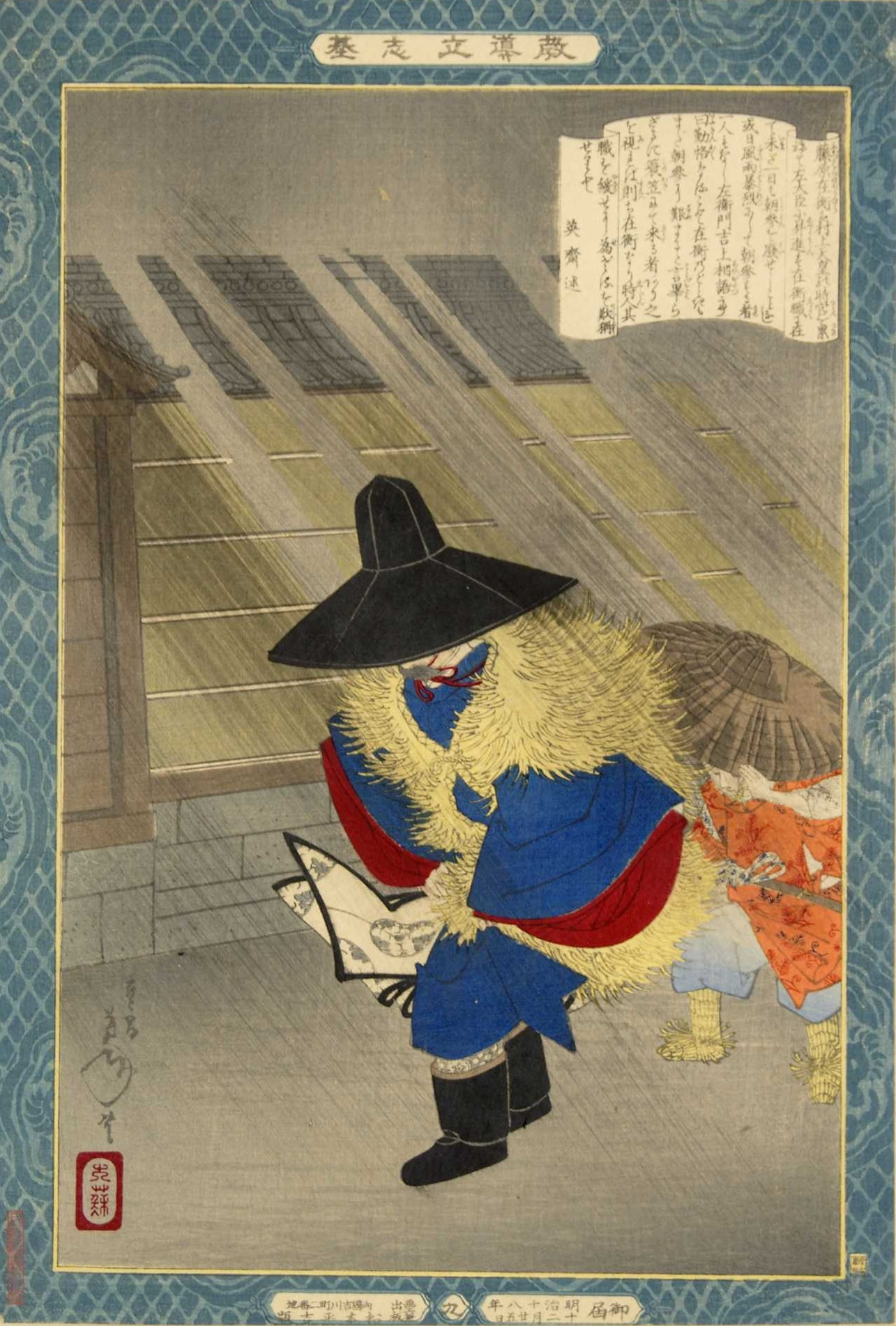
藤原在衡。左大臣在衡は暴風雨であろうと朝参を怠らなかった
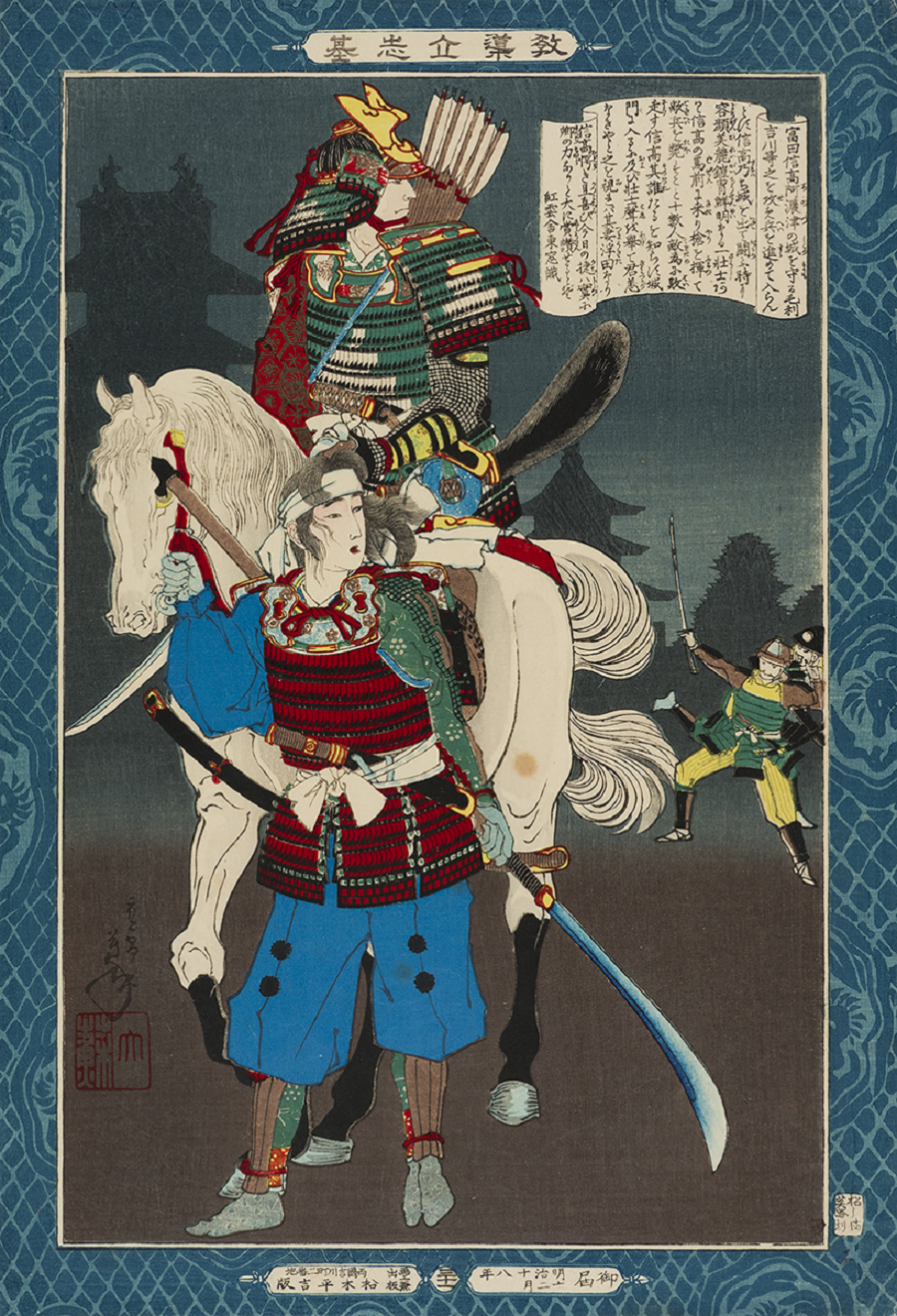
富田信高の妻。安濃津城の戦いにおいて劣勢となった夫を助けるため出陣し急場を救った
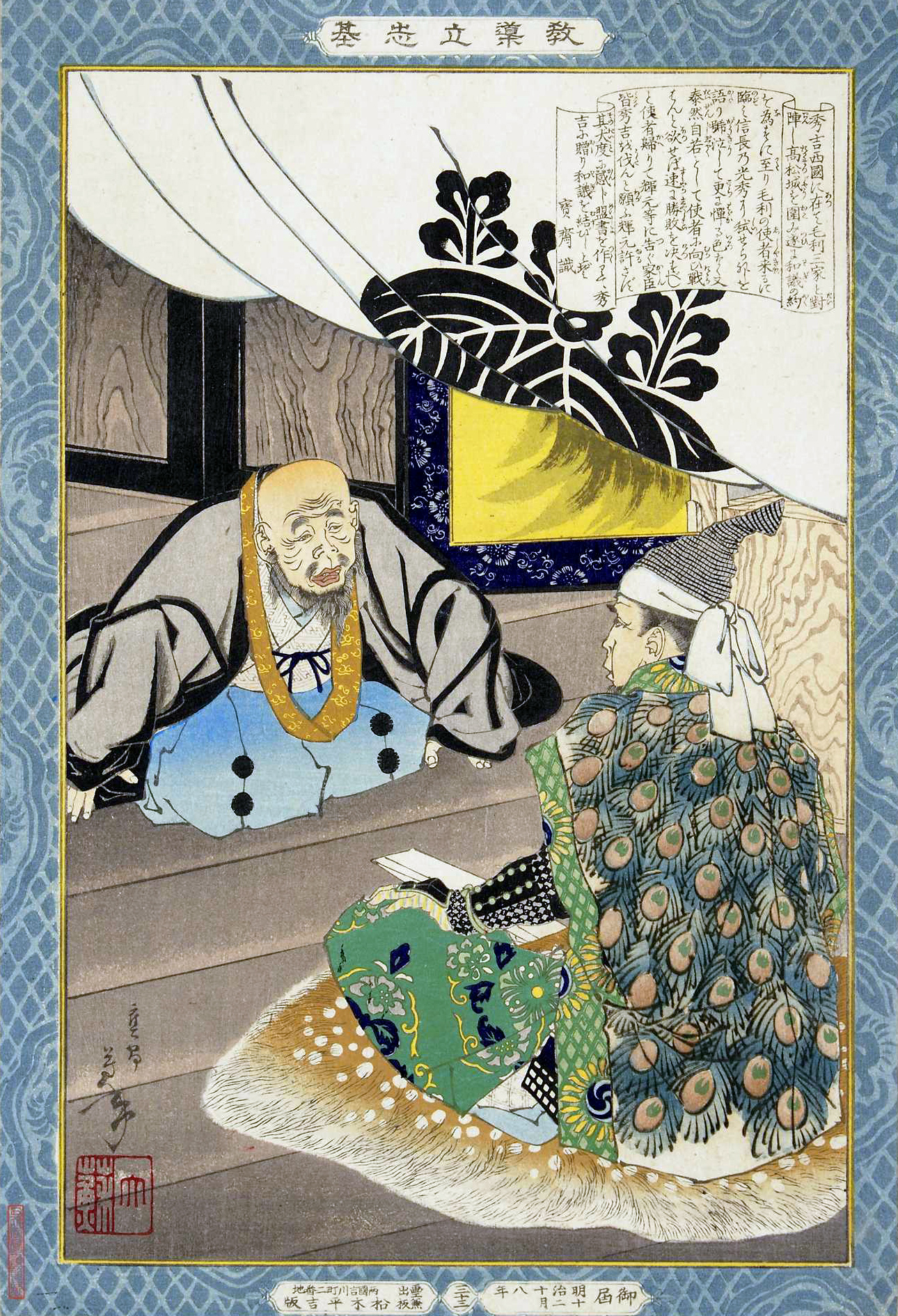
豊臣秀吉

### 水野年方

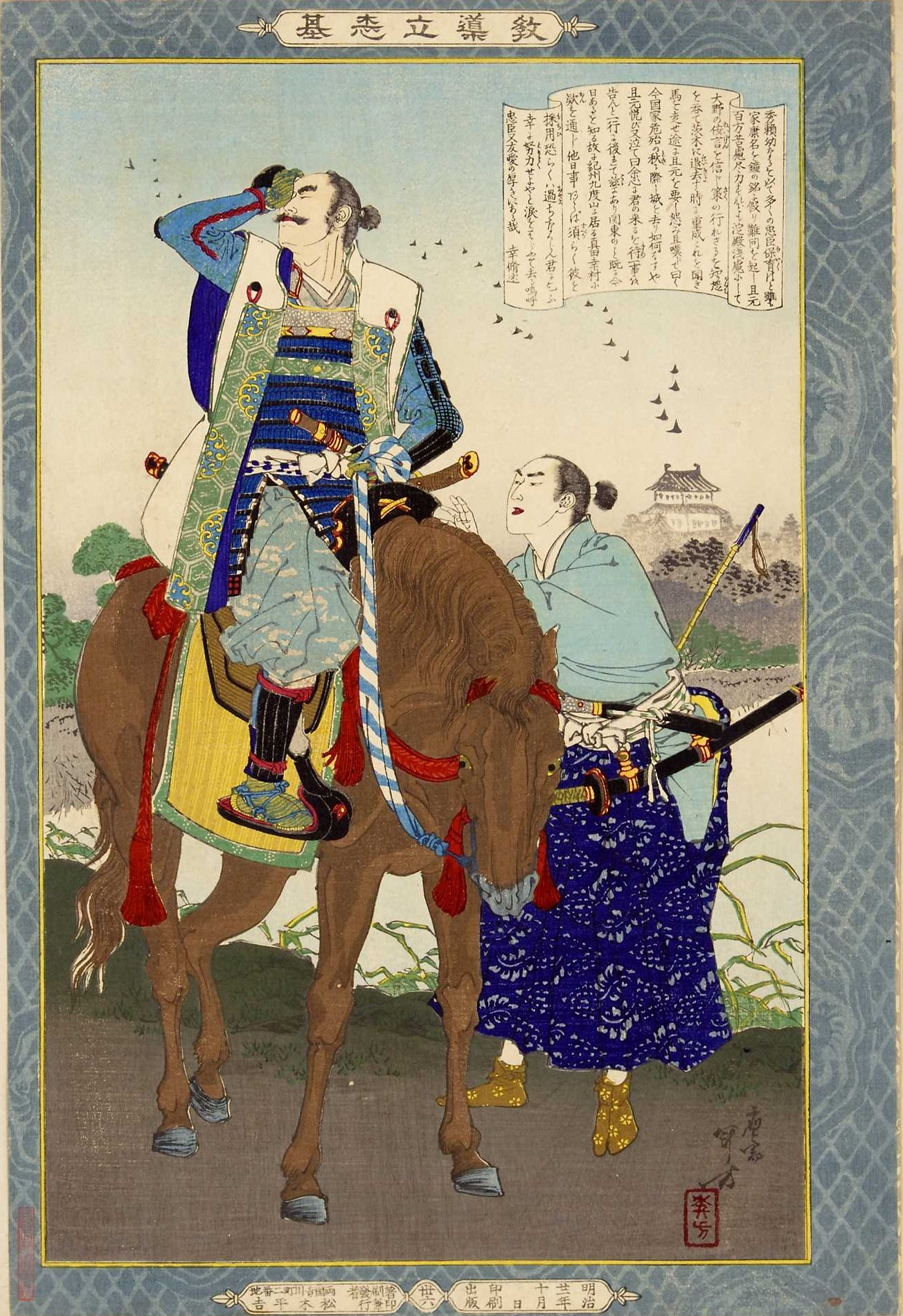
片桐且元（左）と木村重成。徳川家康との密通を豊臣家に疑われた且元が大阪城を去る場面
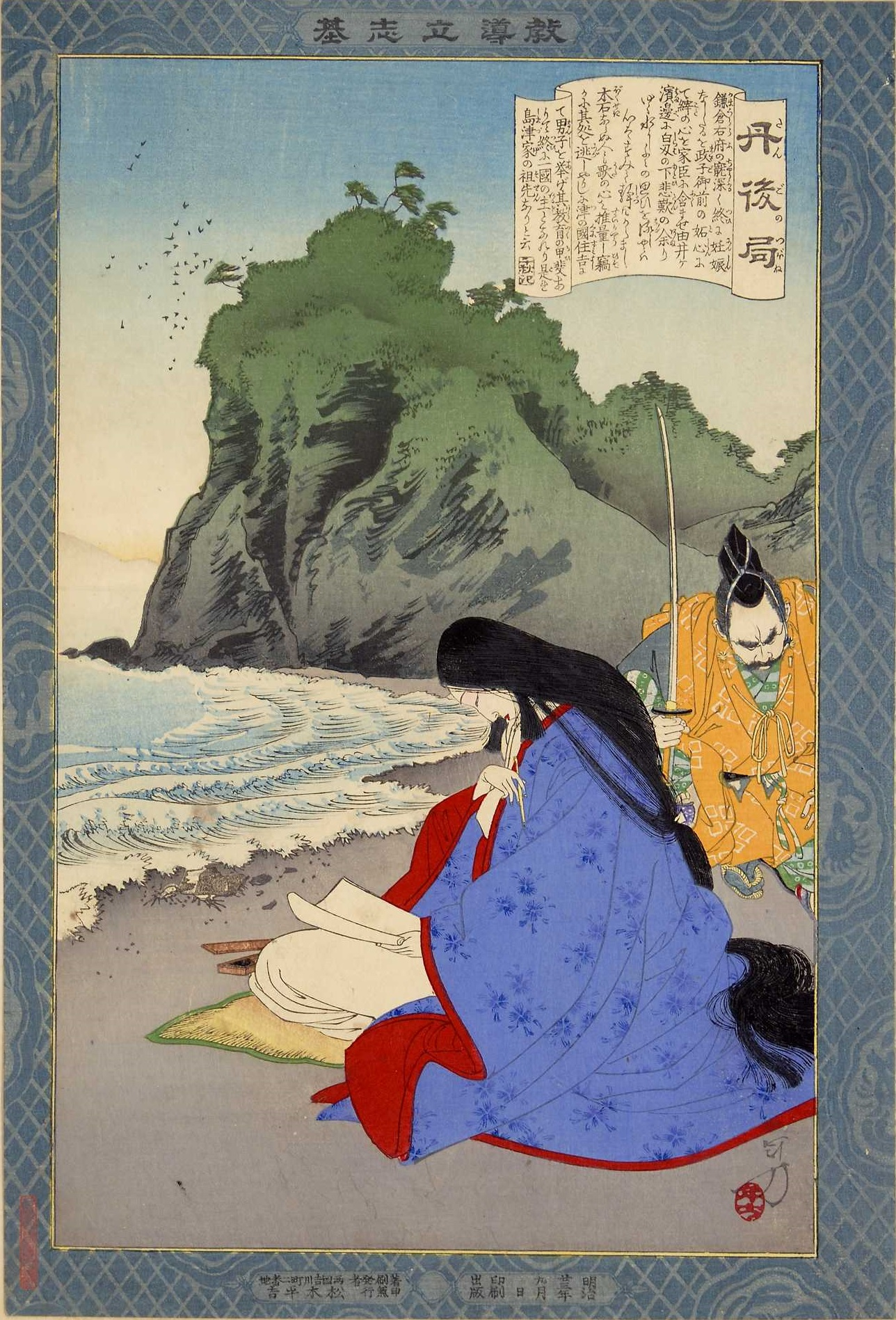
丹後局。北条政子の命令で由比ガ浜で殺されそうになったが、詠んだ歌に同情されて逃がされた。その後生まれた子は島津家の始祖となった。
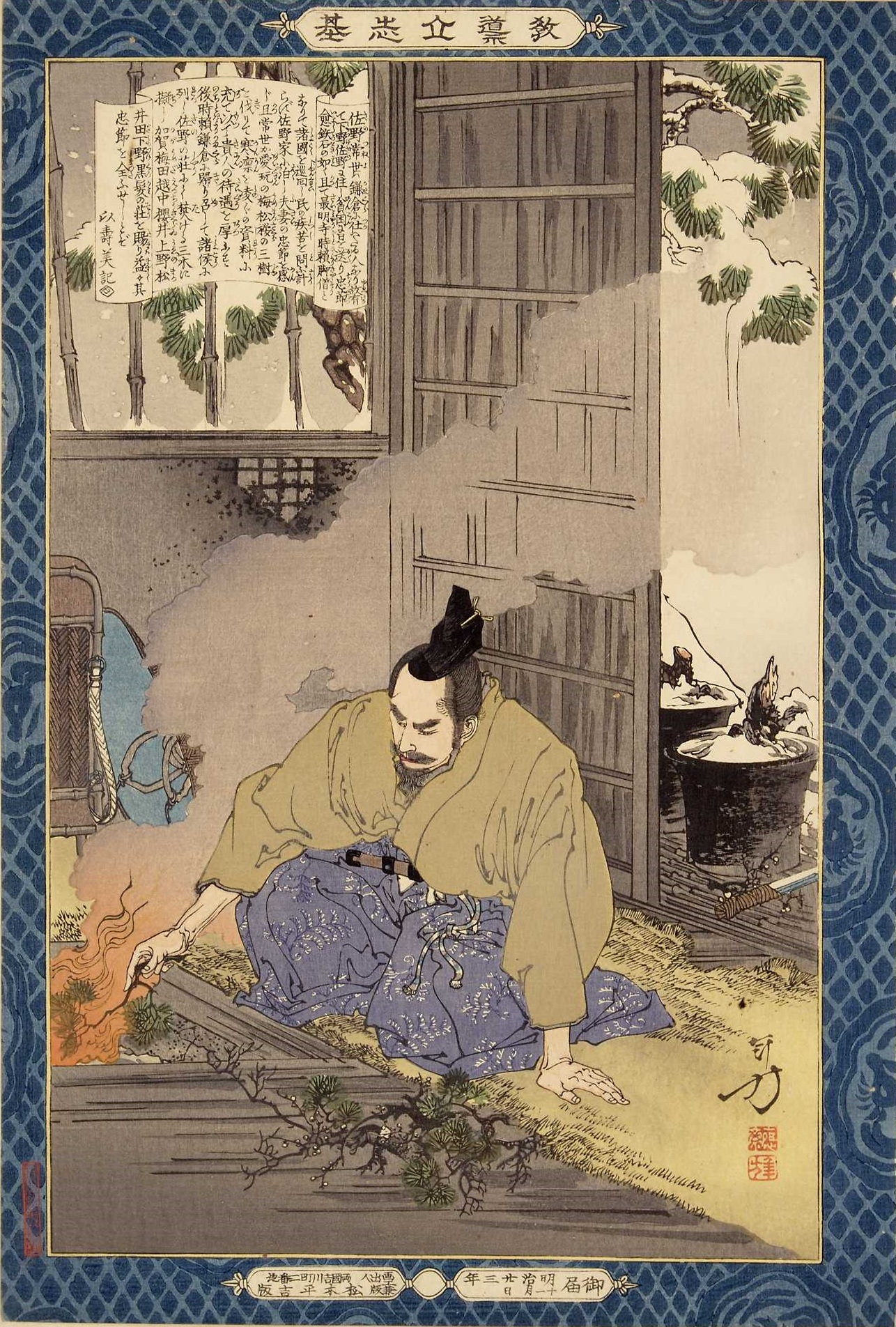
佐野常世。貧困にあっても、名も知らぬ旅の僧に暖を取らせるために愛玩の植木を薪にしてもてなした。のちにその僧の引き立てで出世した。
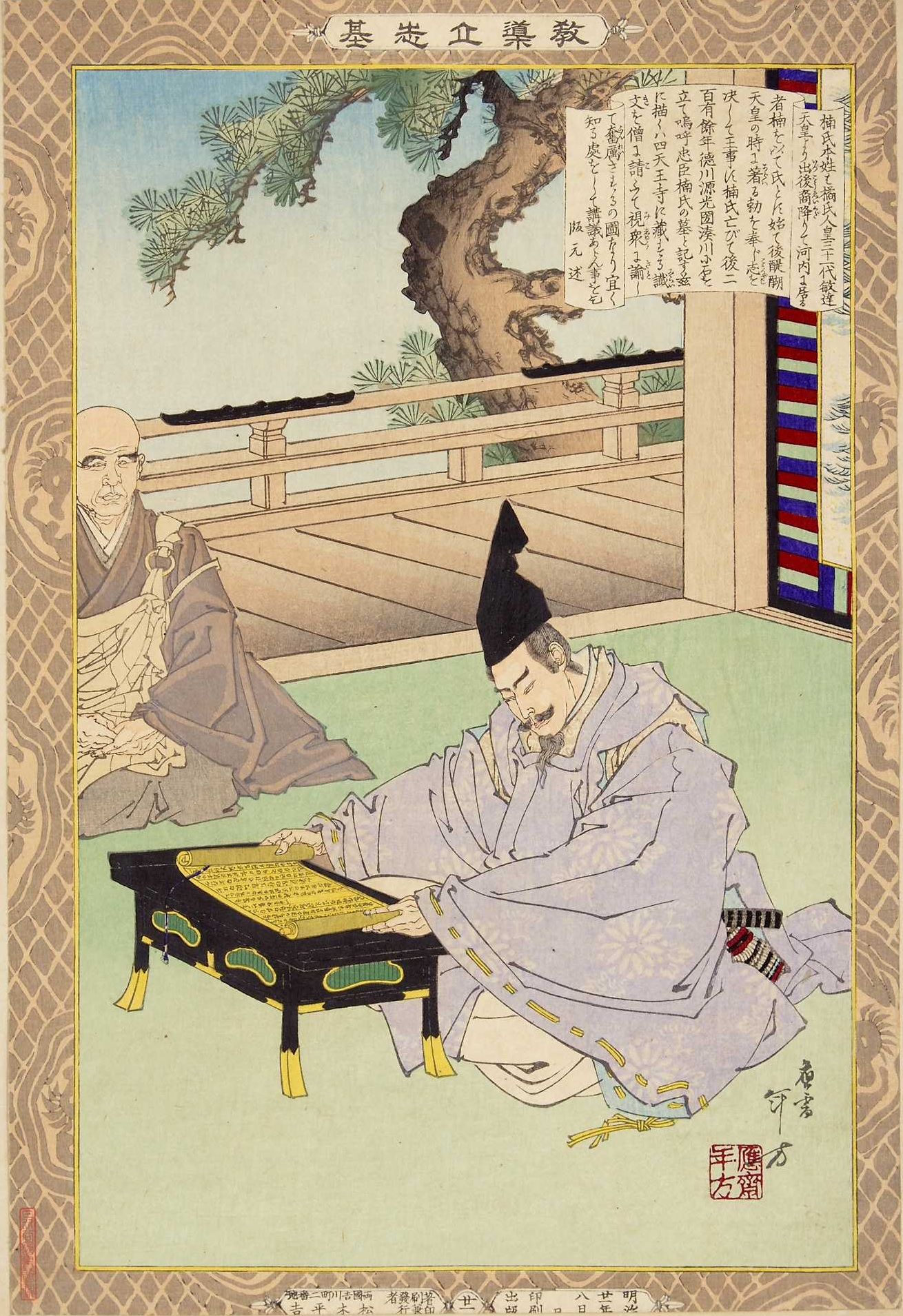
楠木正成
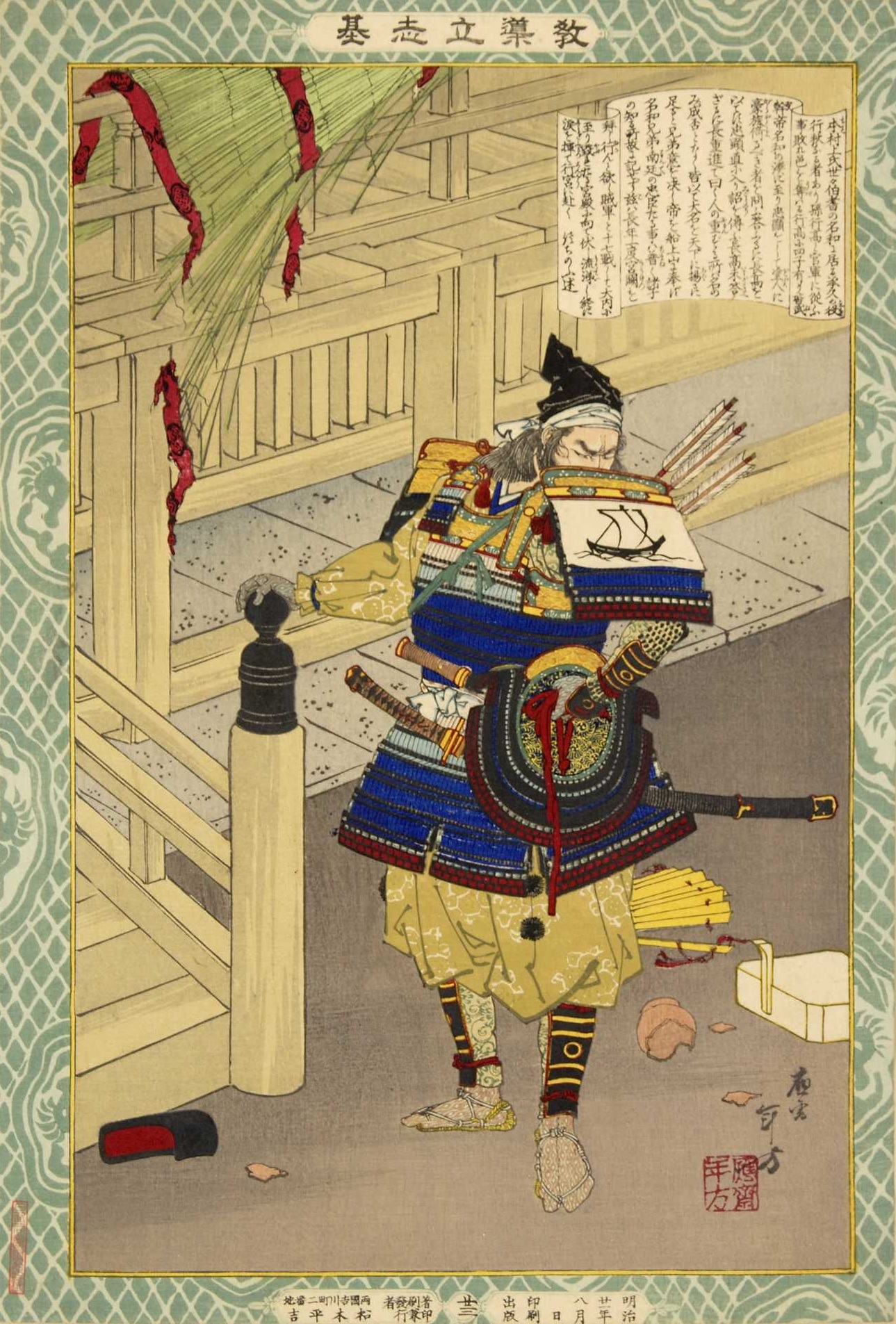
名和長年
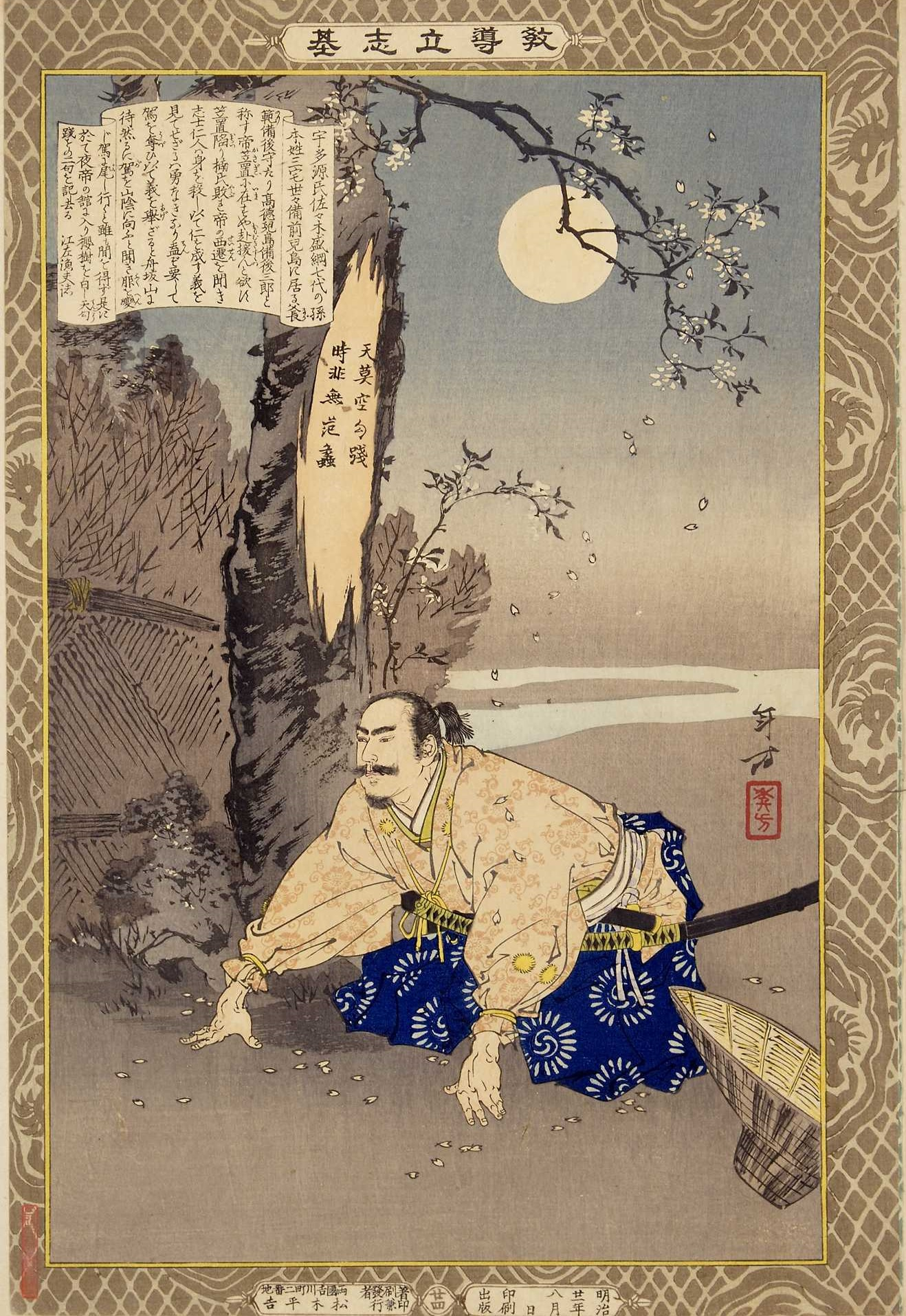
児島高徳
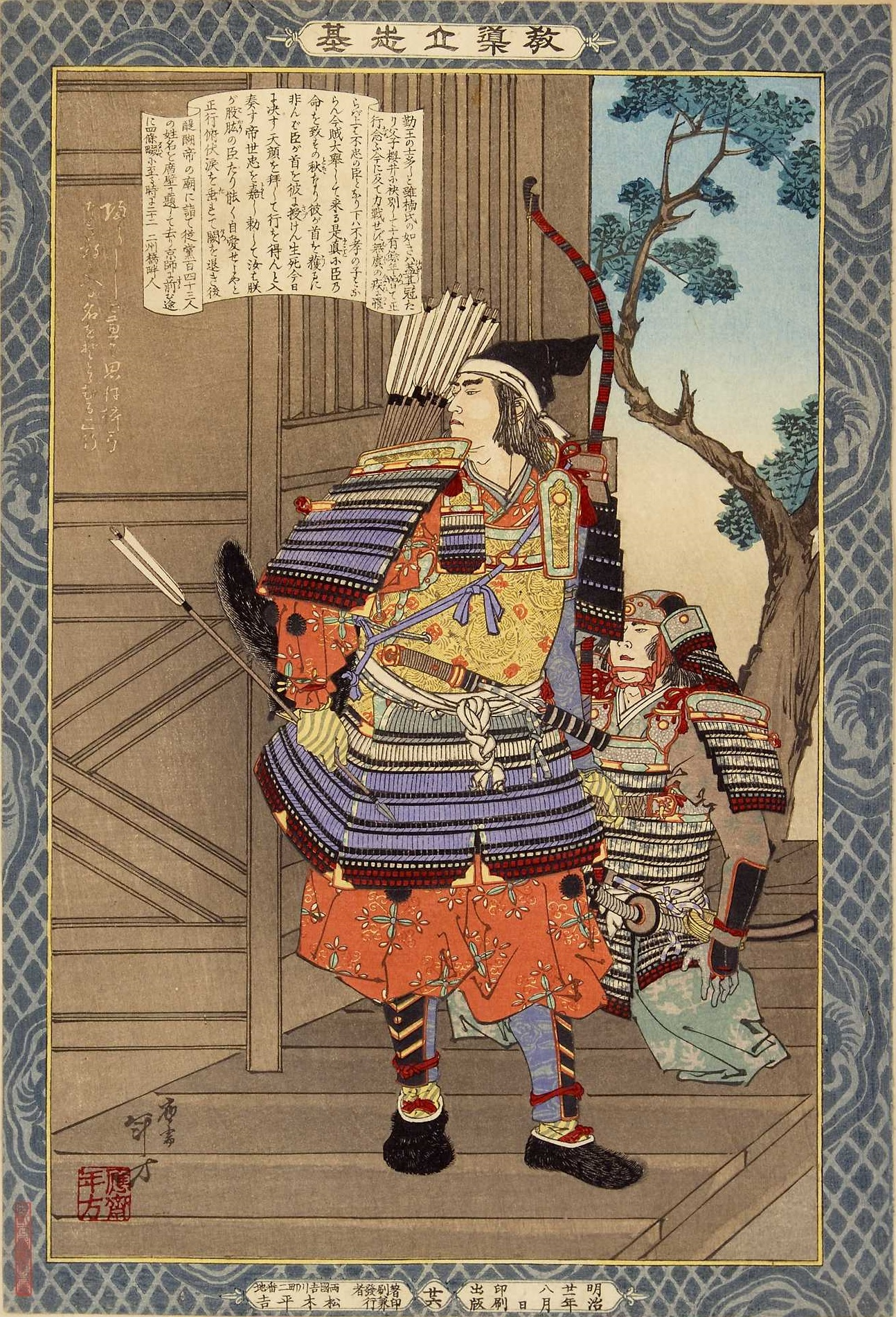
楠正行
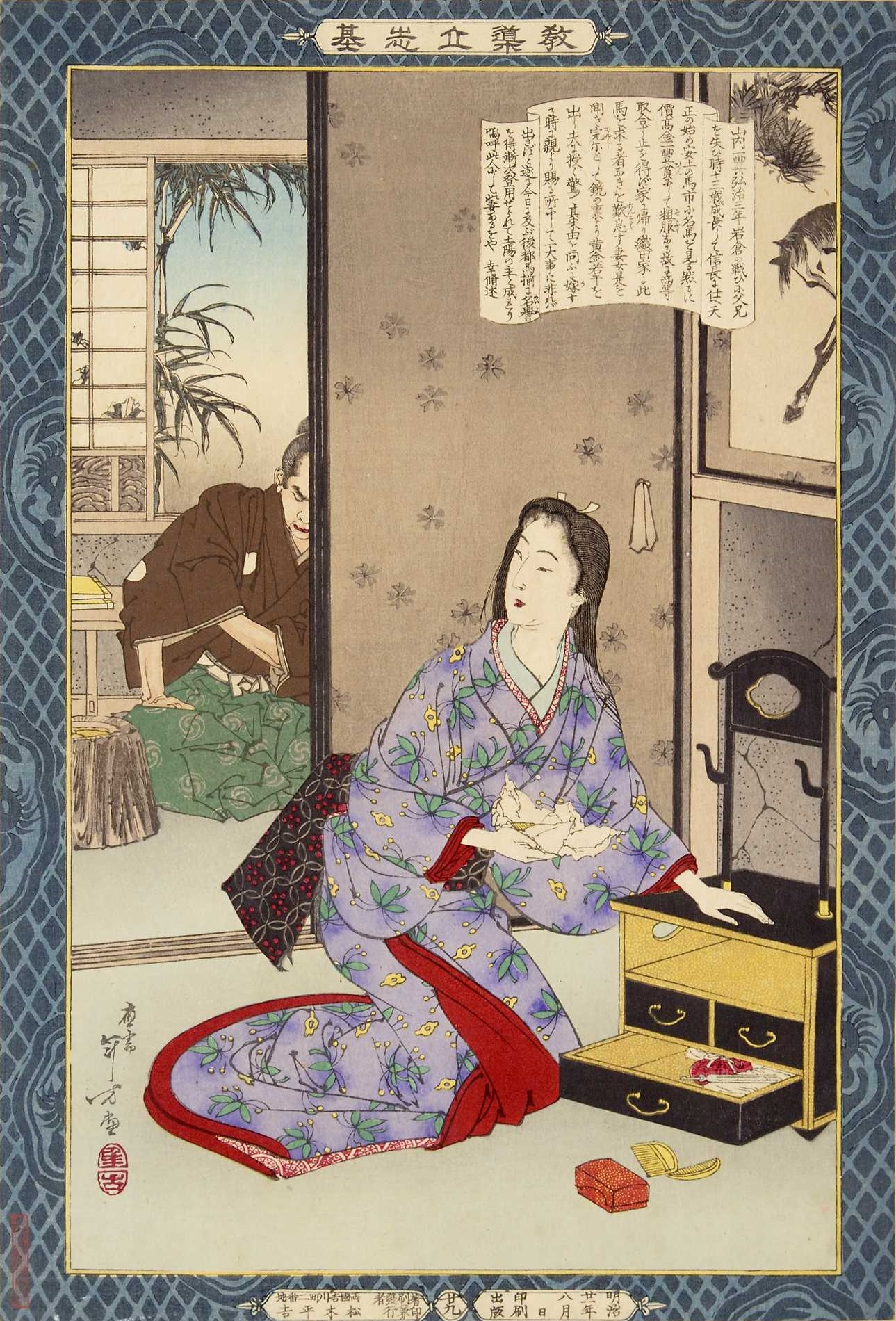
山内一豊の妻。名馬を買う資金がないのを聞き、嫁入り時に隠し持ってきた黄金を夫のために取り出す場面
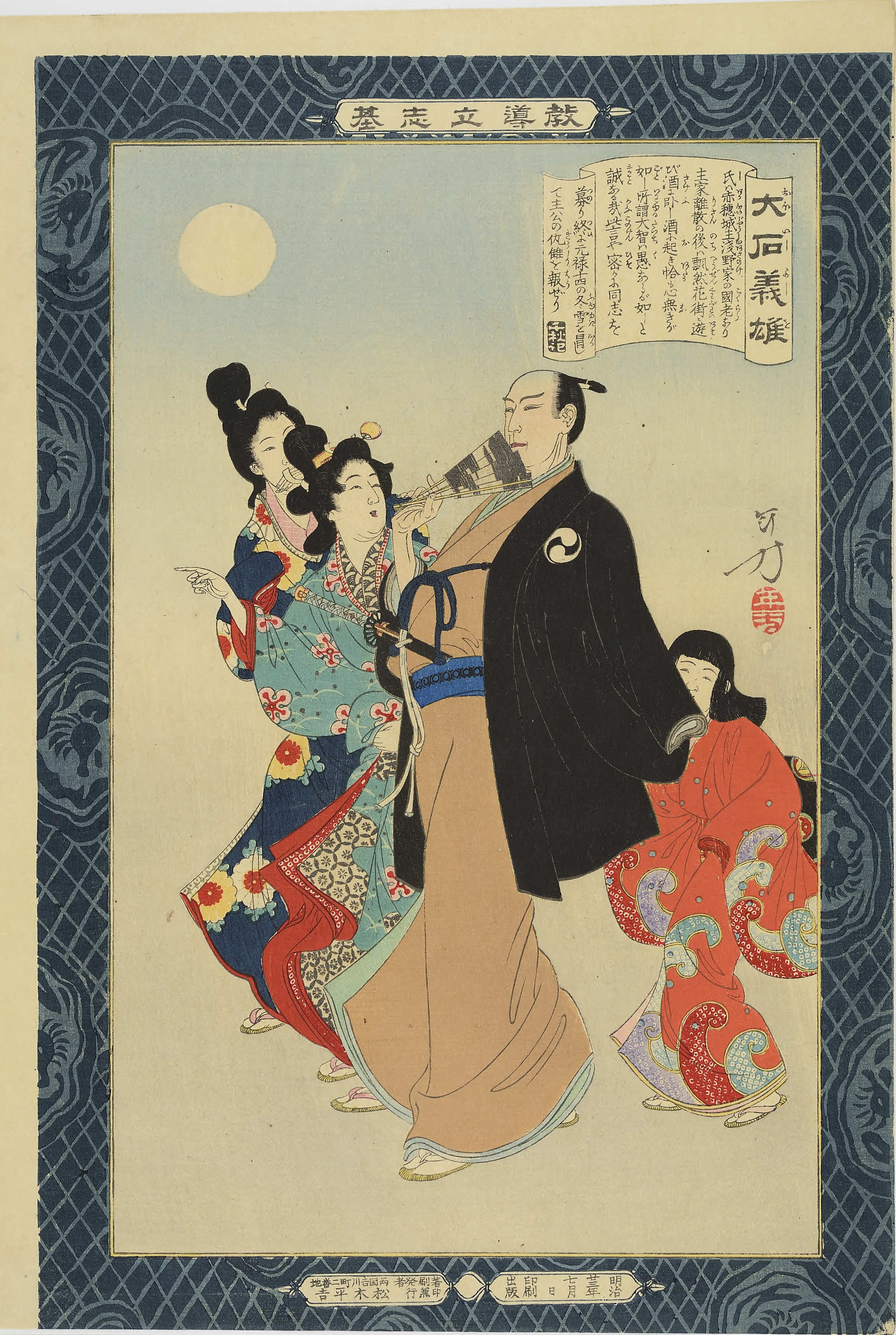
大石良雄
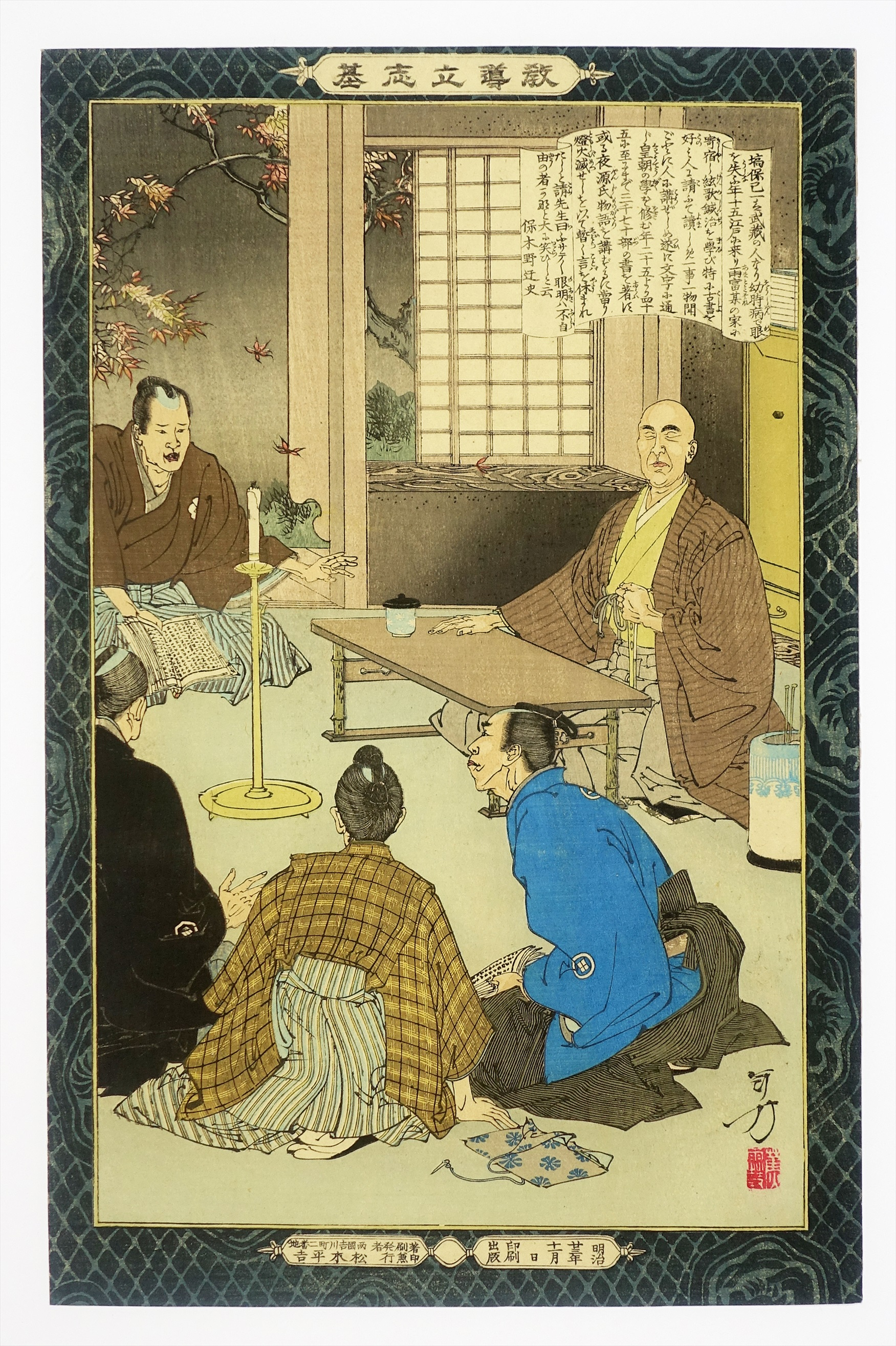
塙保己一
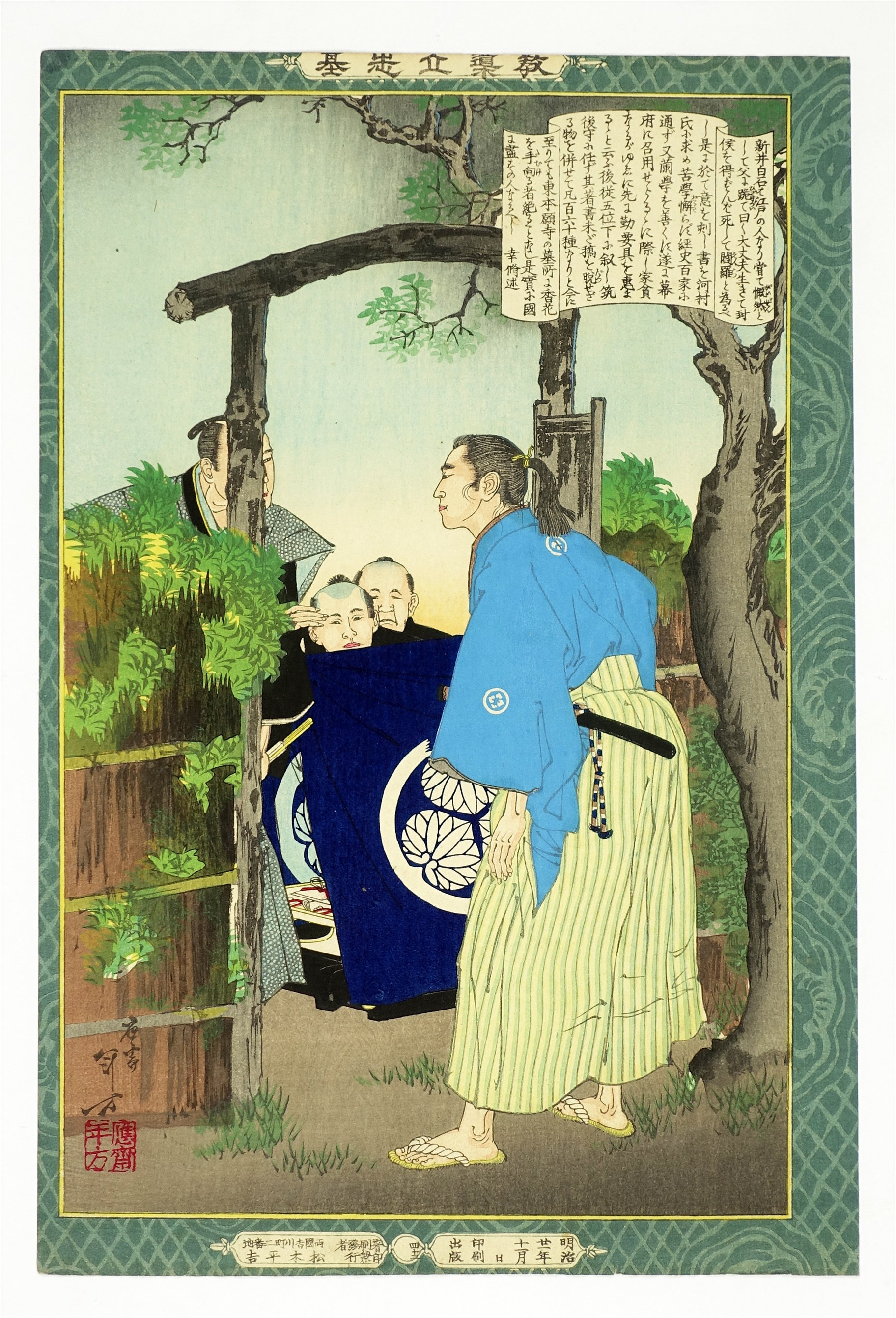
新井白石
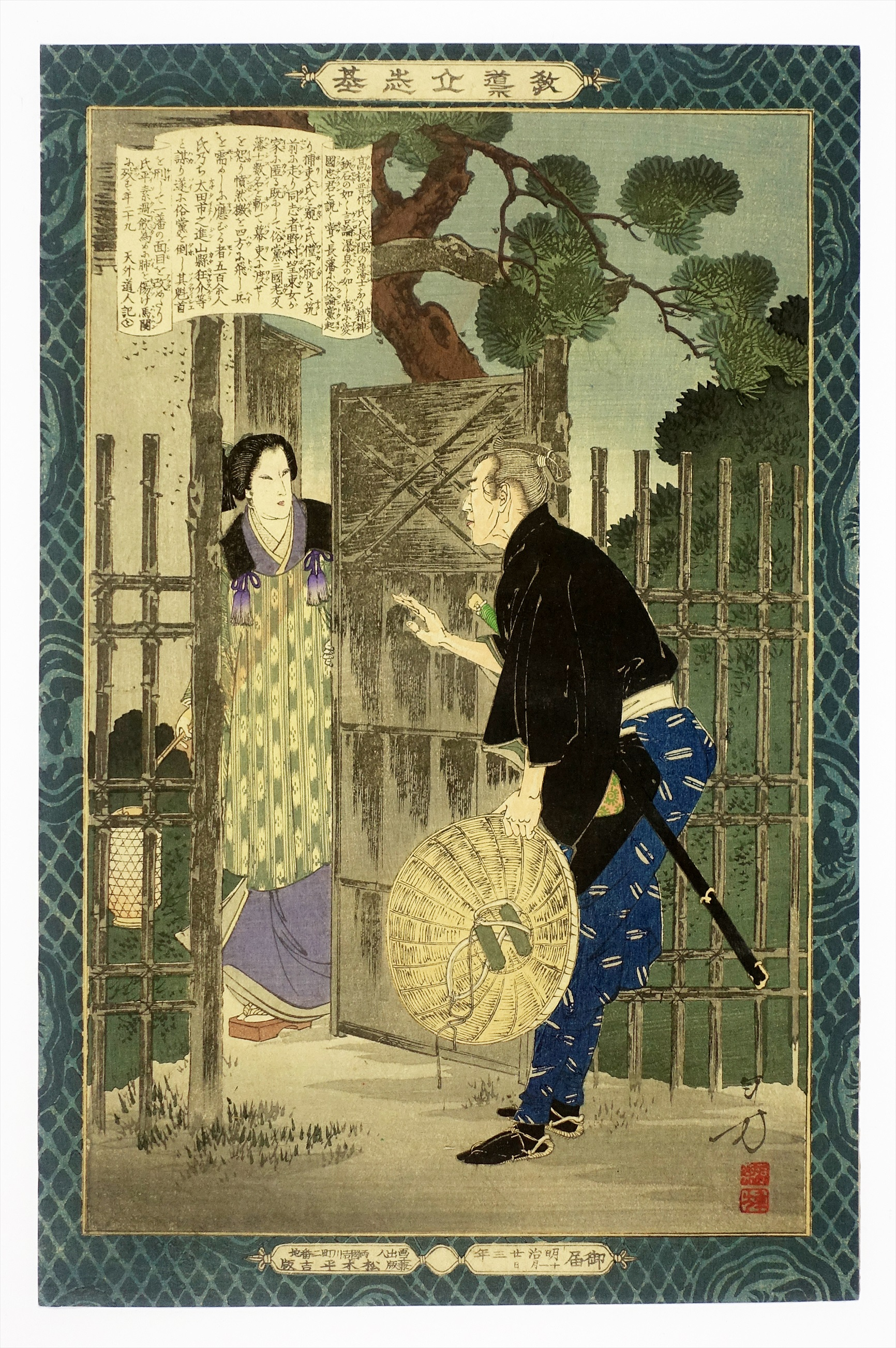
高杉晋作
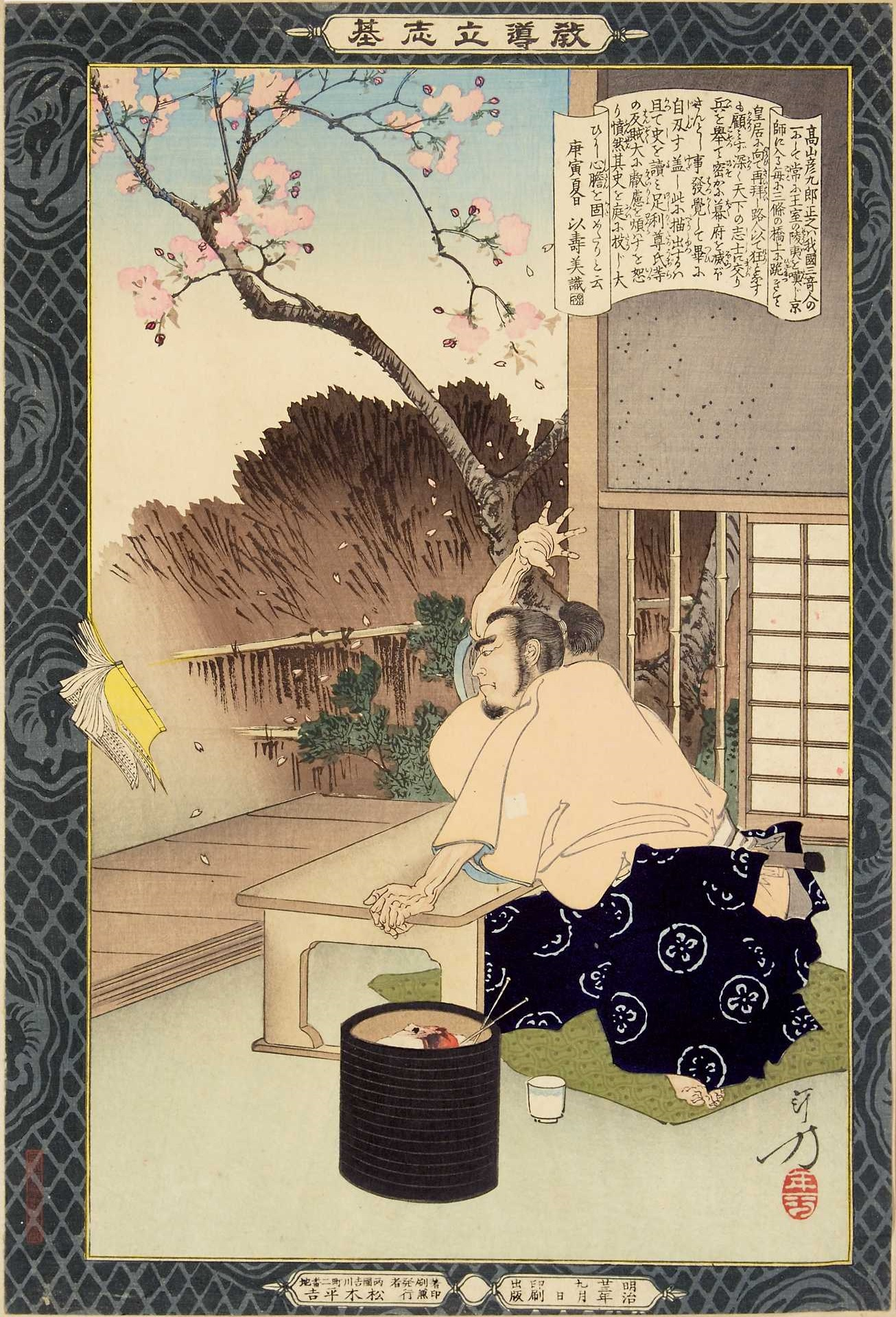
高山彦九郎
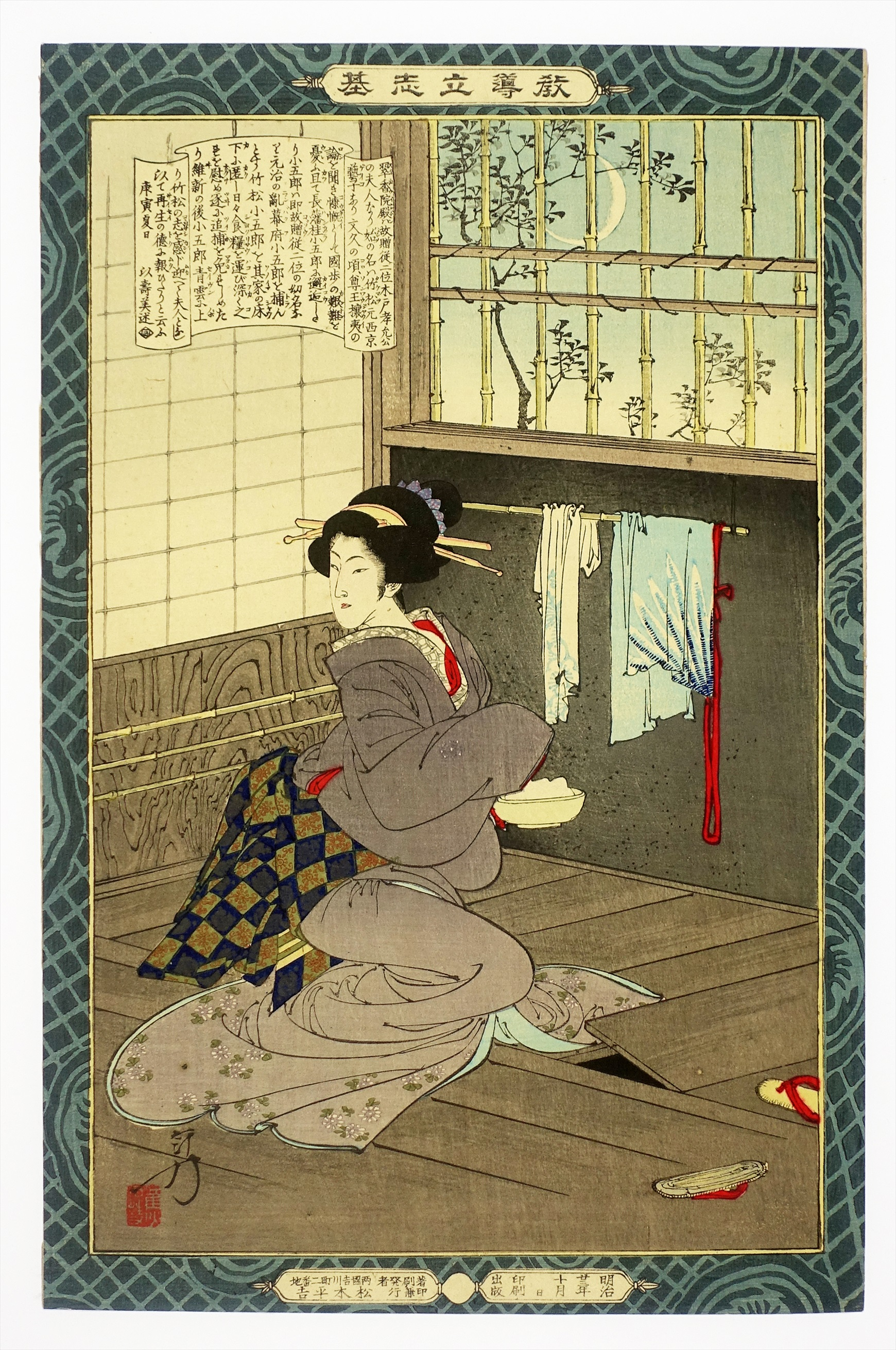
木戸松子。芸子時代に、幕府に追われた桂小五郎を床下に隠して献身的に支え、明治維新後正妻に迎えられ、大臣夫人となった。
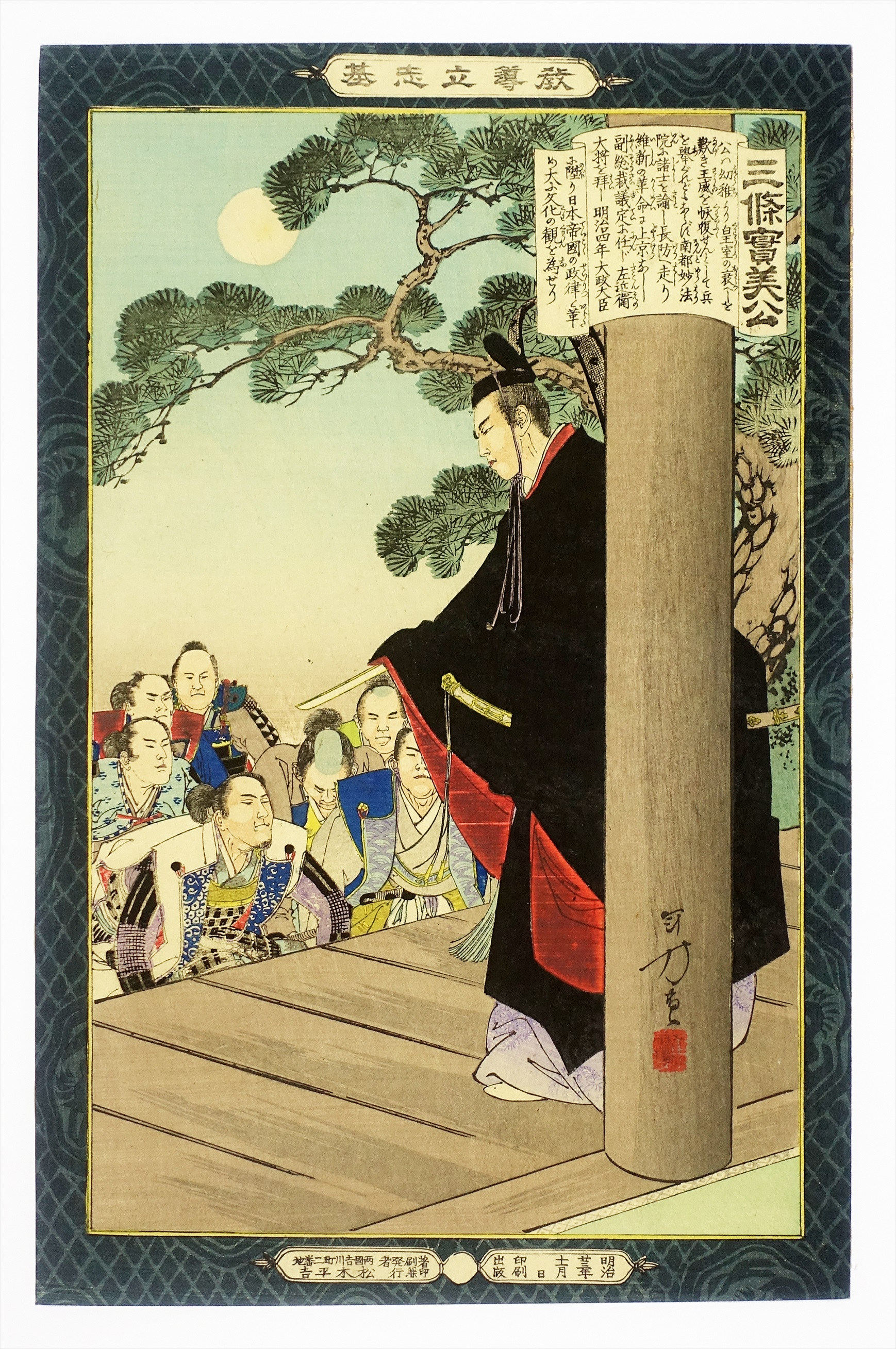
三条実美

### 井上探景

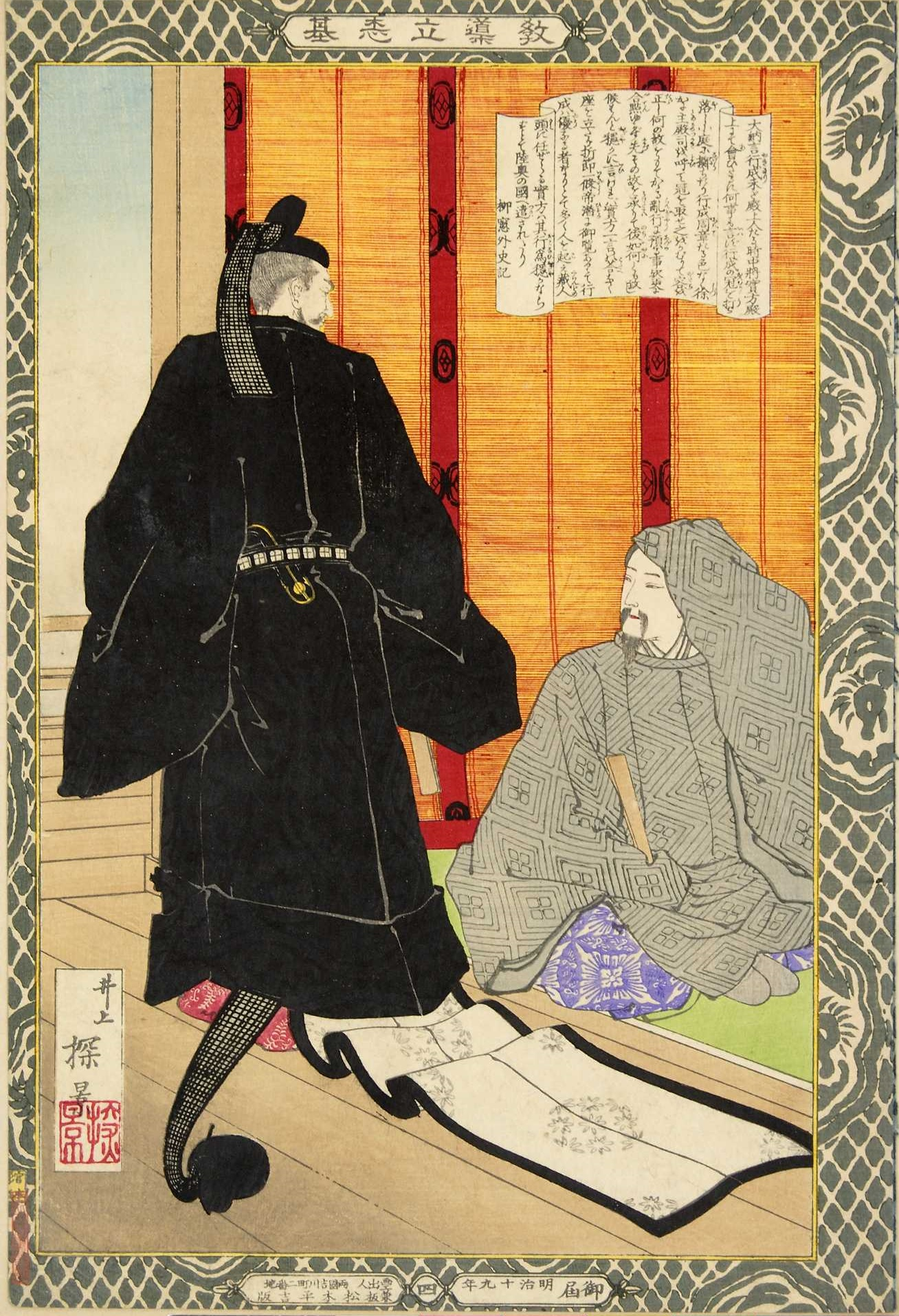
藤原行成（右）。口論で激高した藤原実方が行成の冠を投げ捨てた場面。行成の冷静な対応が称賛され、昇進した。
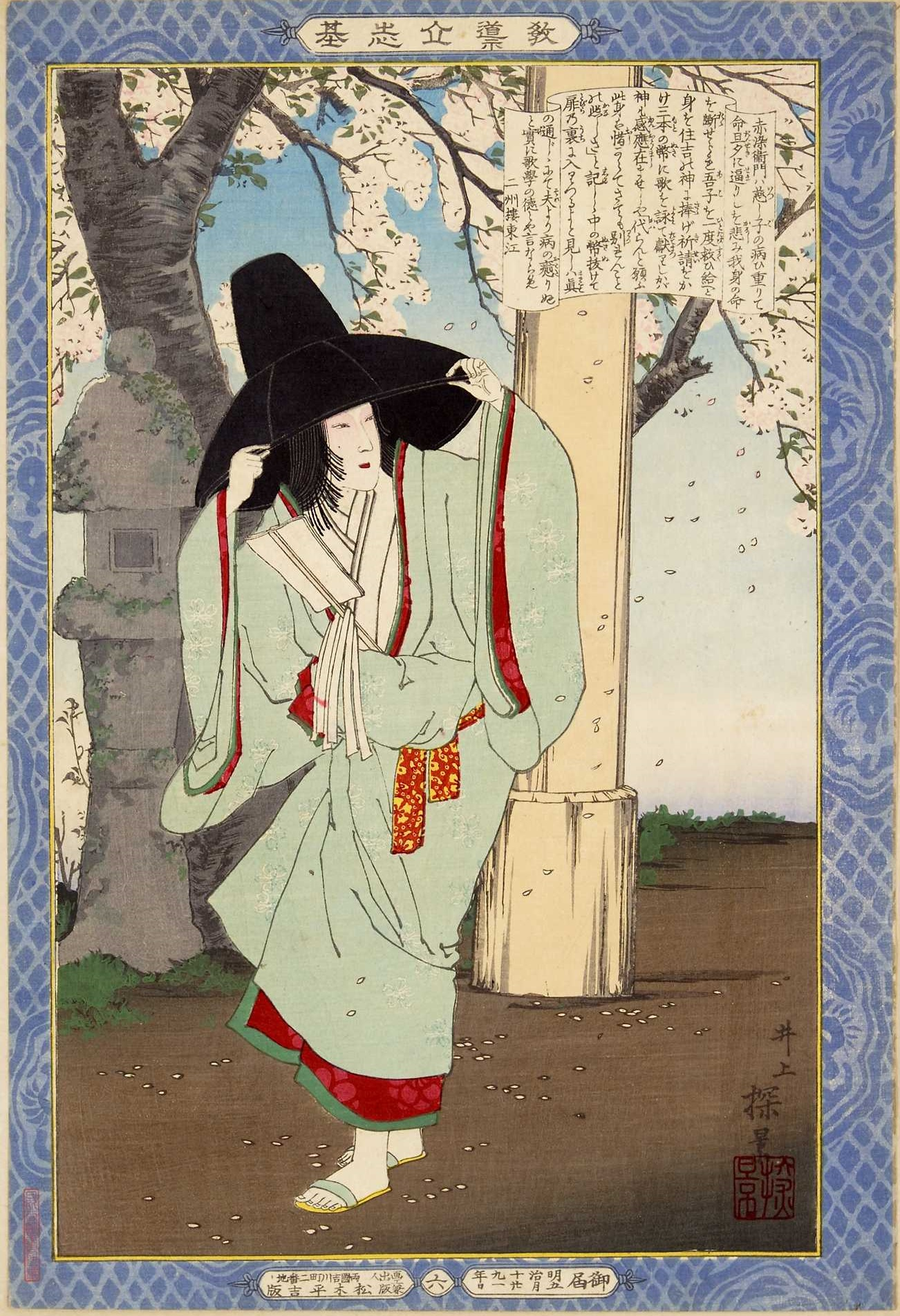
赤染衛門。息子の病平癒祈願に母心を綴った和歌を住吉神社に奉納する場面
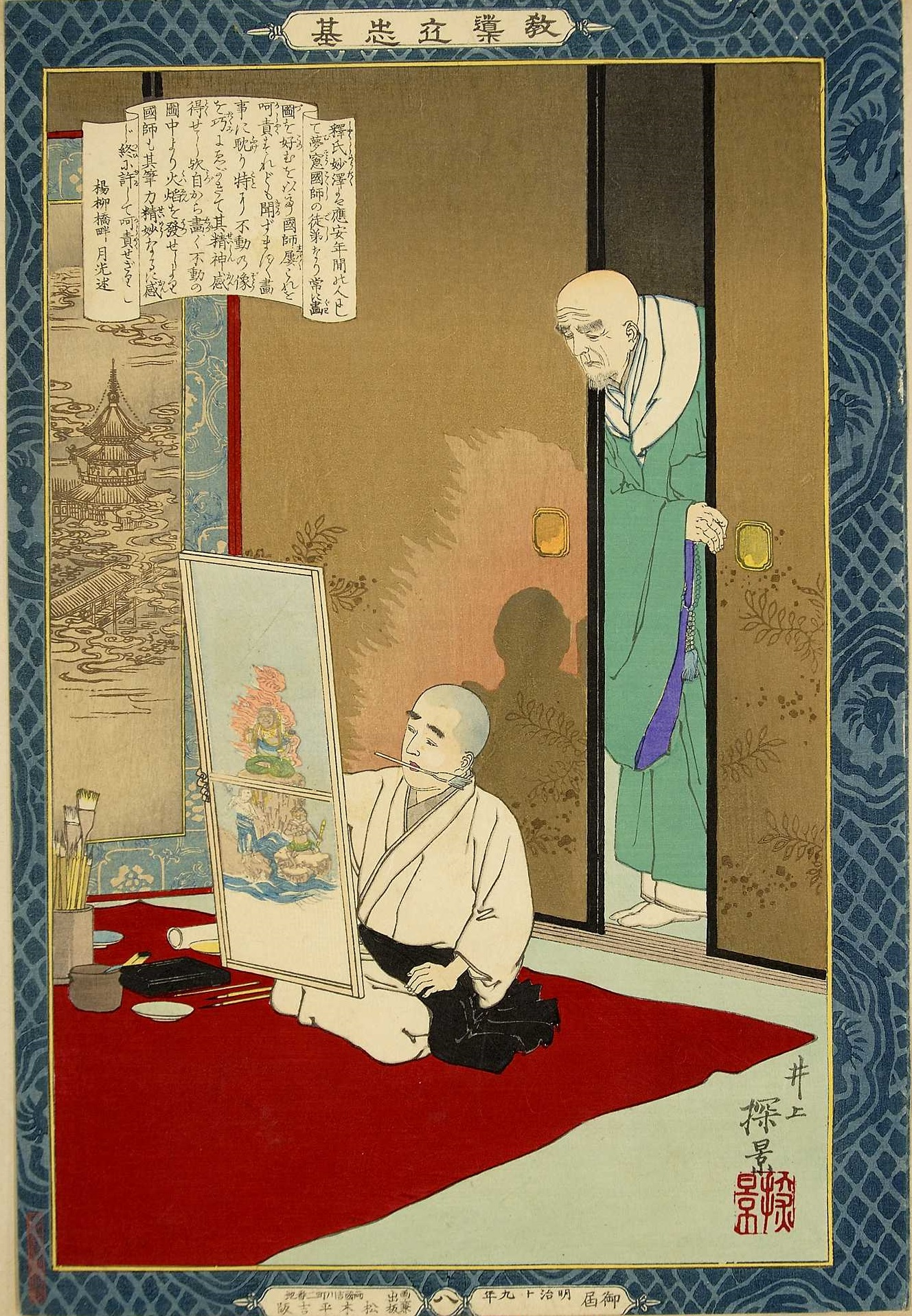
龍湫周沢（左）。修行僧時代、画業に夢中になりすぎ、師匠の夢窓国師に叱られても不動明王を描き続け、認めさせた周沢の姿。
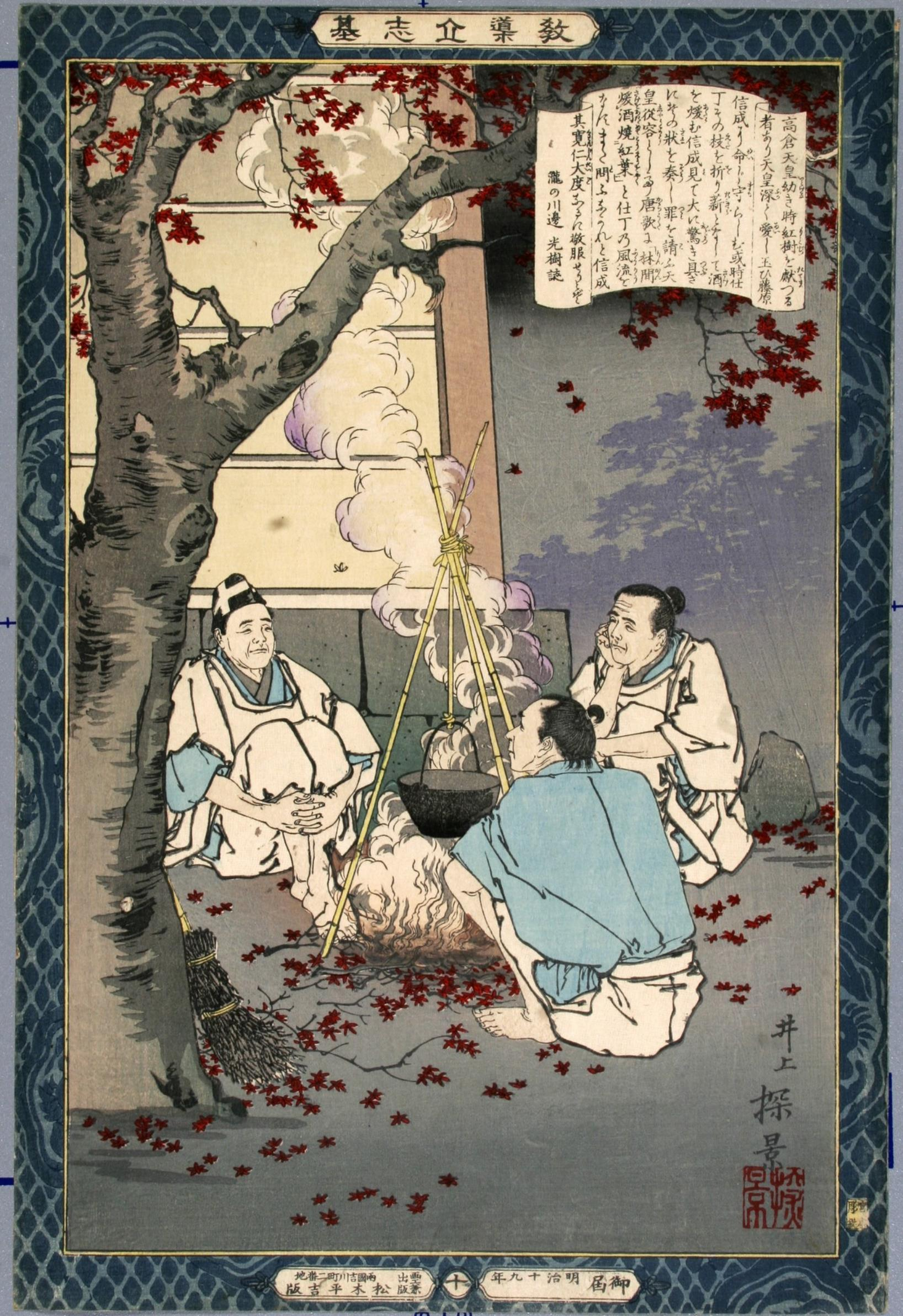
高倉天皇（画中に描かれてはいない）。高倉帝寵愛の紅葉を燃やして暖をとる仕丁たちを周囲の者は罰しようとしたが、帝は風流だとして寛大に許した。
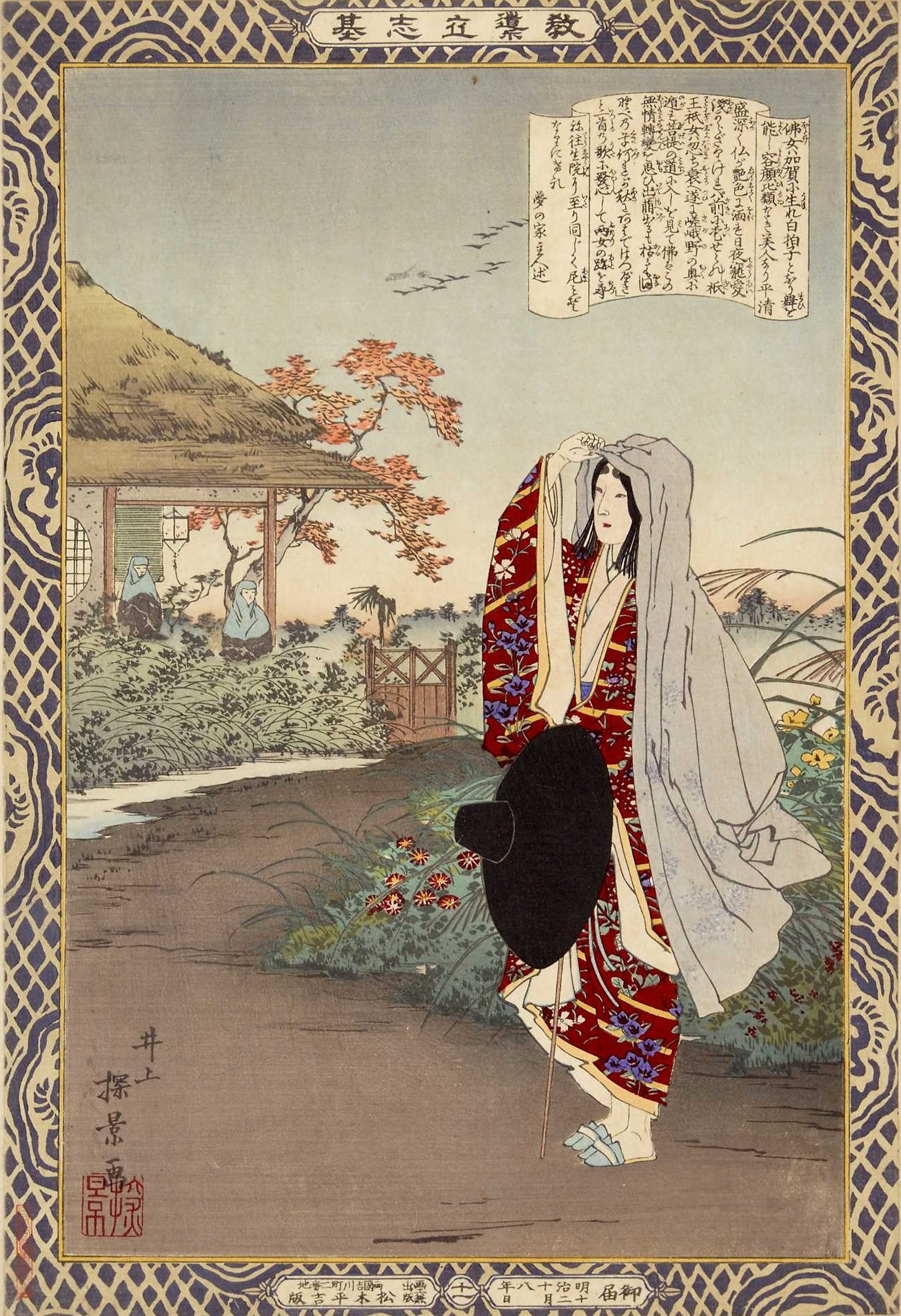
仏御前。仏御前の出現で平清盛に捨てられ尼になった妓王の残した和歌に共感し、仏御前も出家のため妓王の庵に向かう。
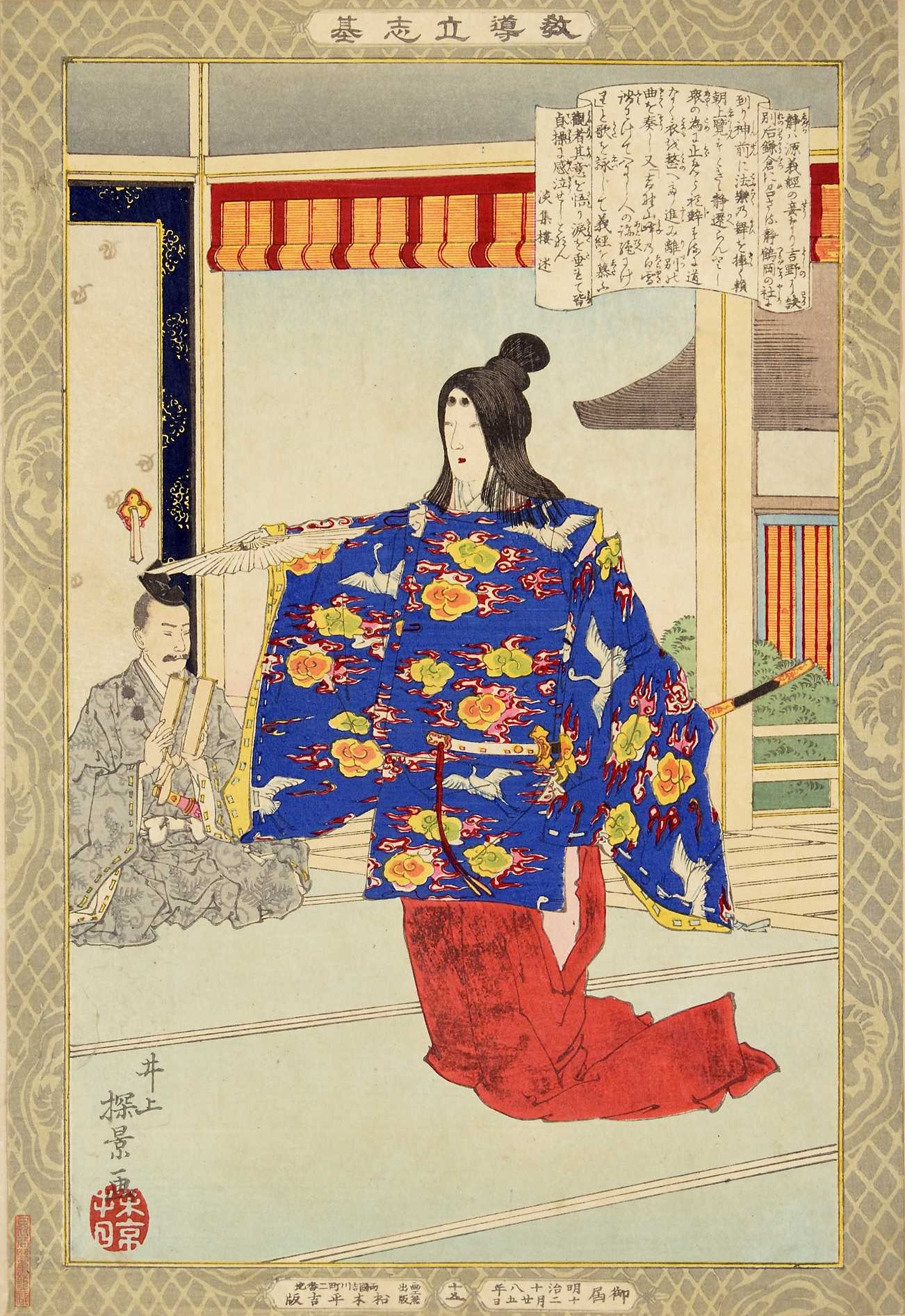
静御前。源頼朝に歌舞を命じられ、義経を慕う離別の曲を舞い歌う場面
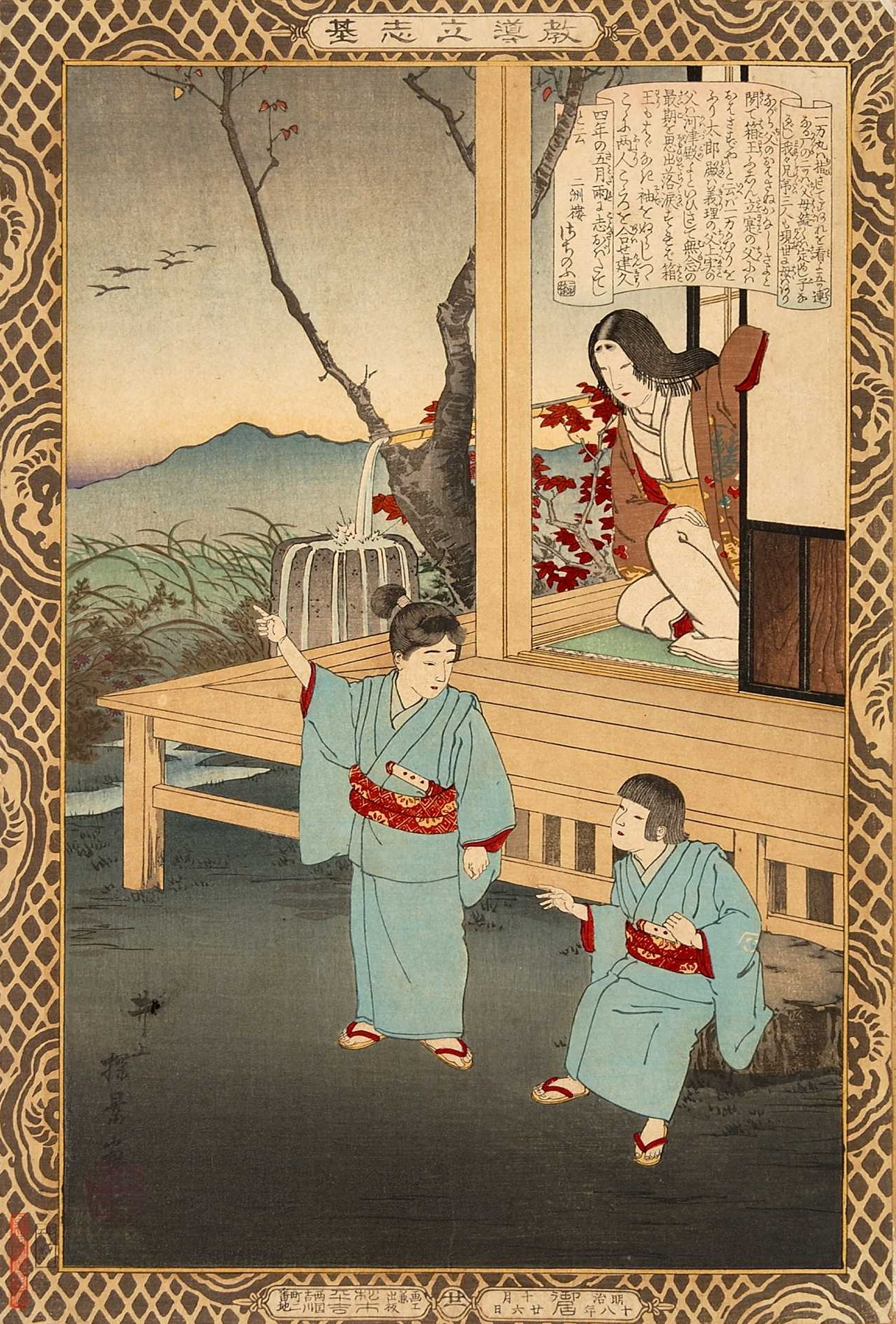
曽我兄弟
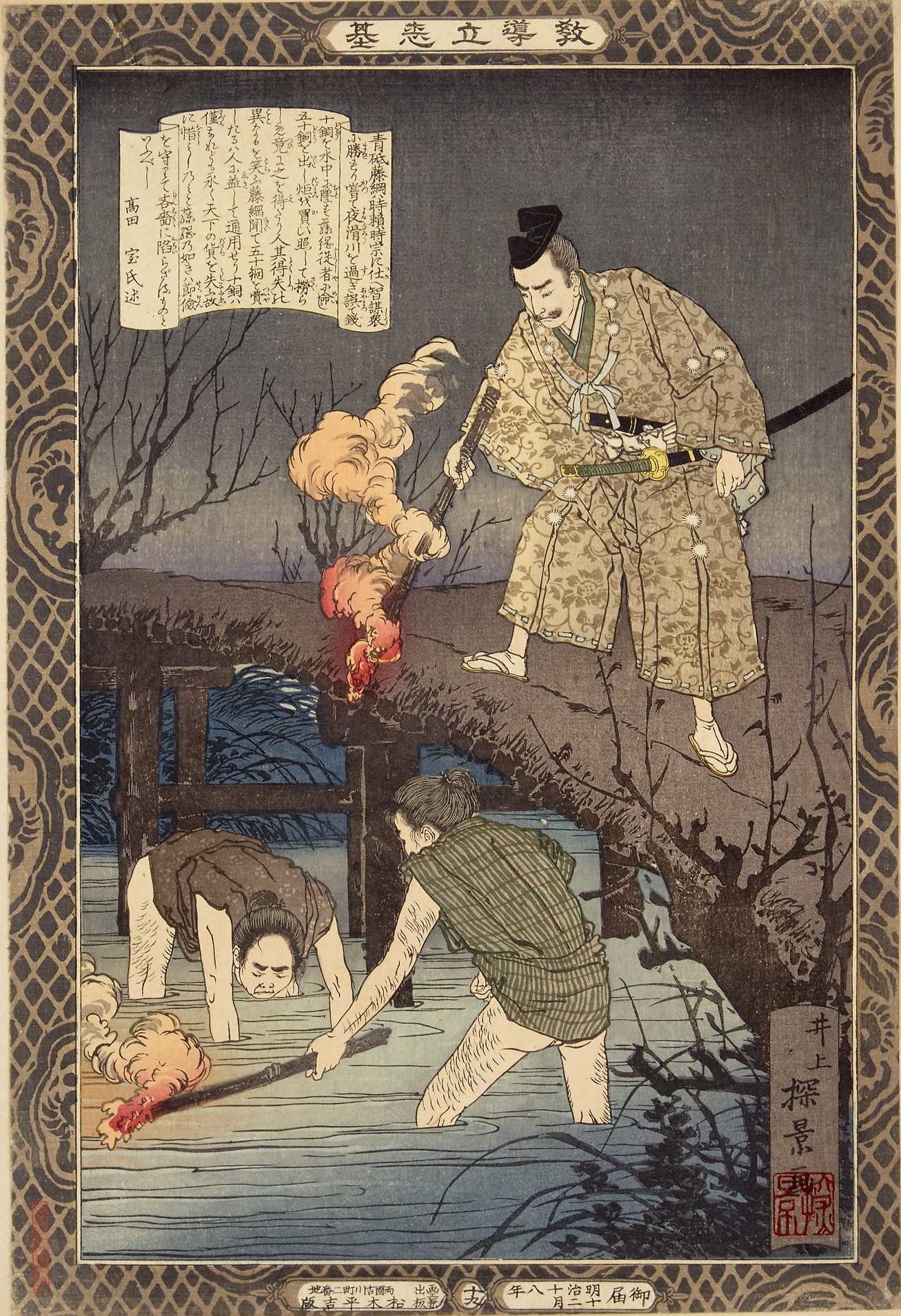
青砥藤綱
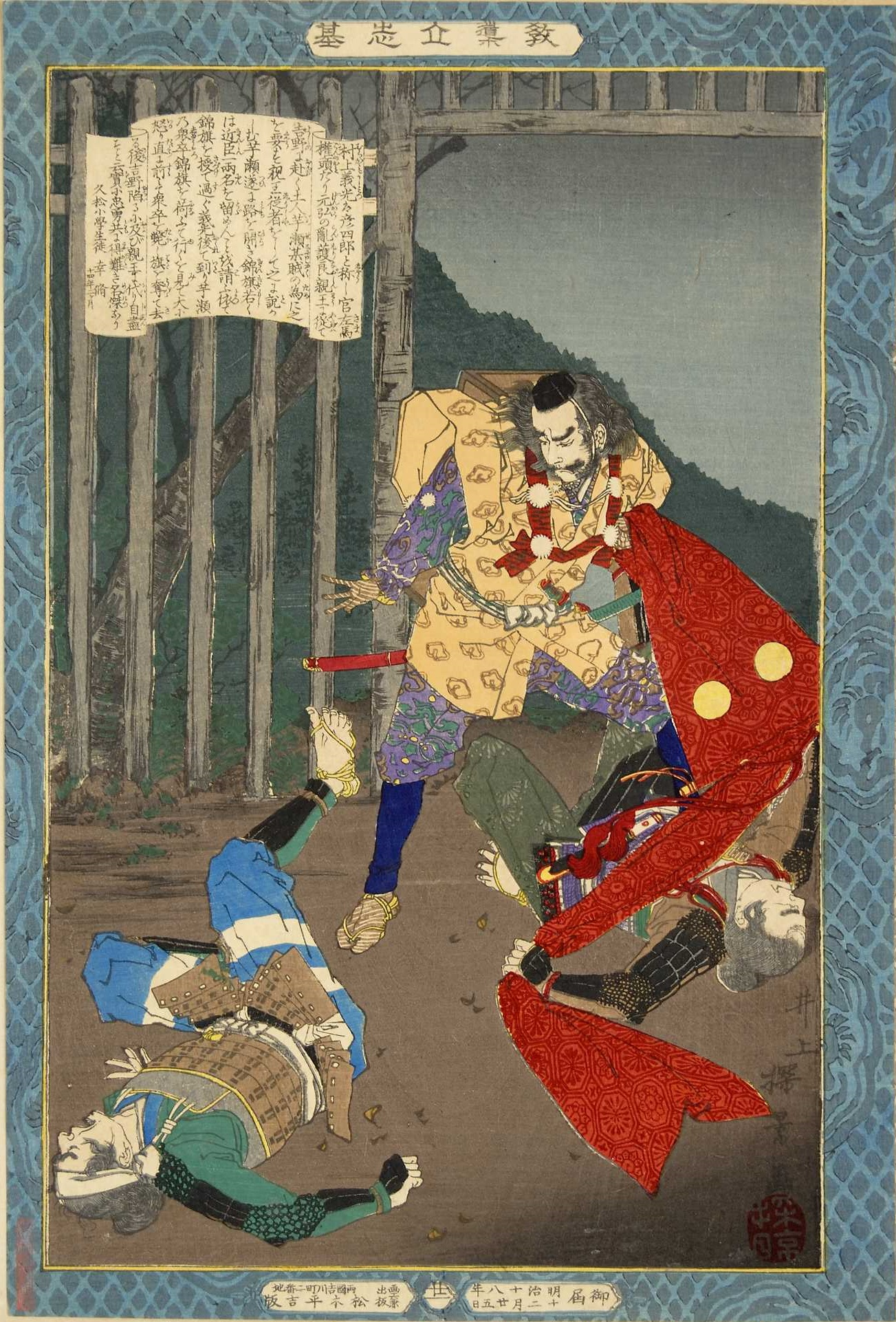
村上義光
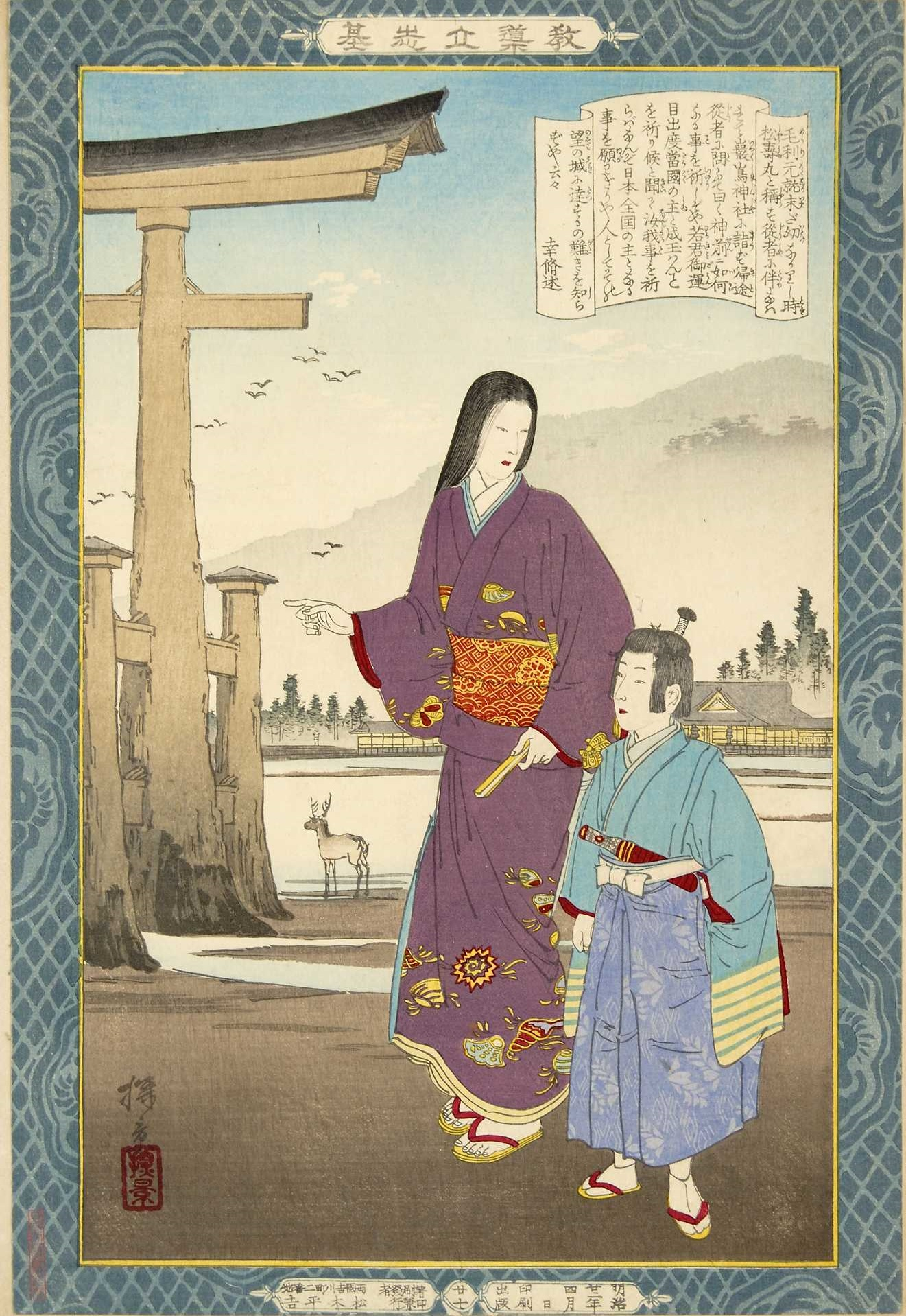
毛利元就。幼き日、厳島神社参拝の際、従者が「若君が安芸の主になるように」と祈ったと言うと、「なぜ天下の主になると祈らないのか」と望みの小さいことを嘆いた
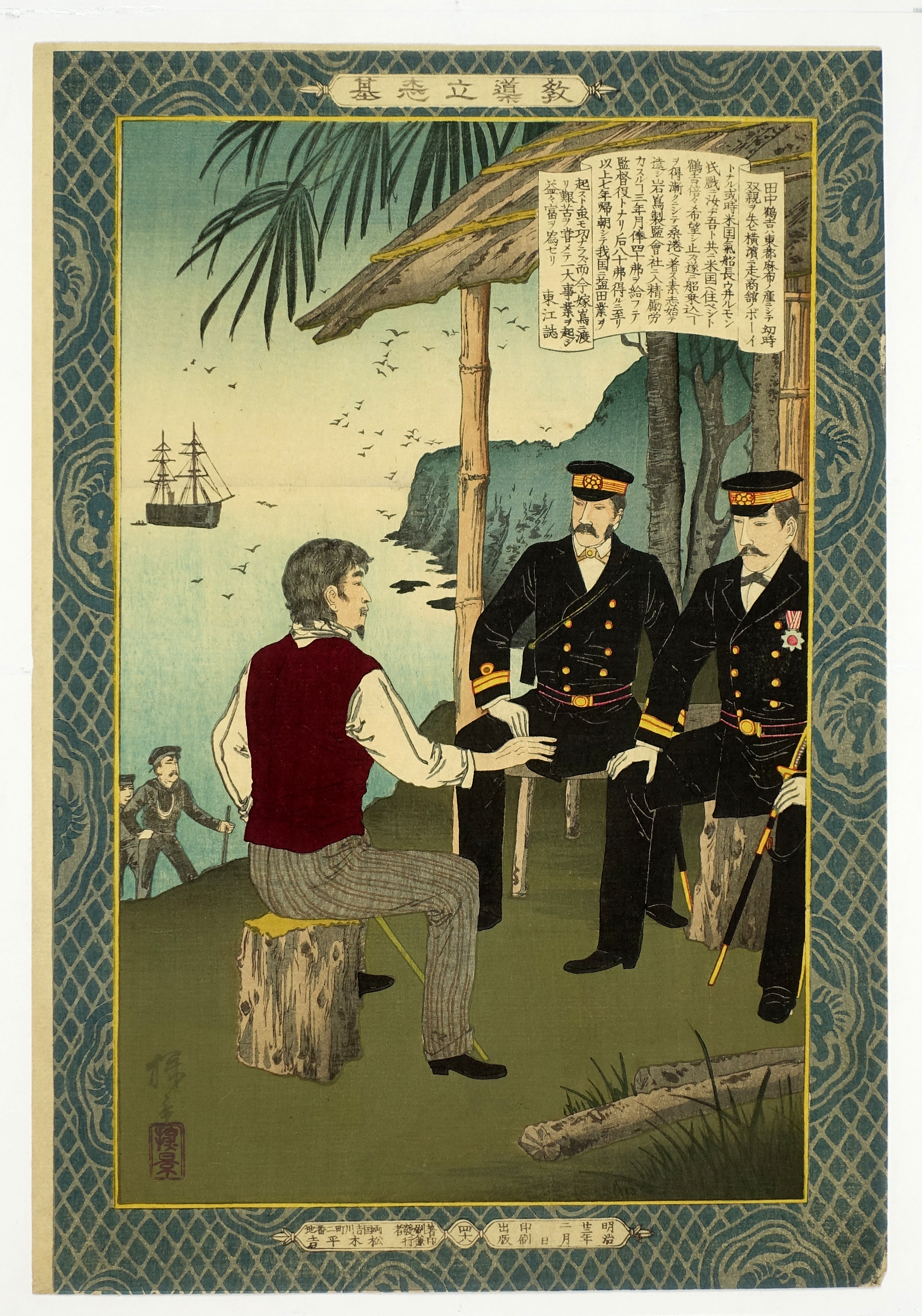
田中鶴吉（1855-1925）。商船のボーイとして渡米して製塩所で働き、帰国後製塩と酪農で小笠原諸島を開拓し、「東洋の小ロピンソンクルーソー」と呼ばれた。その後福沢諭吉の移民事業支援のため再渡米し、当地で没した。[2]。
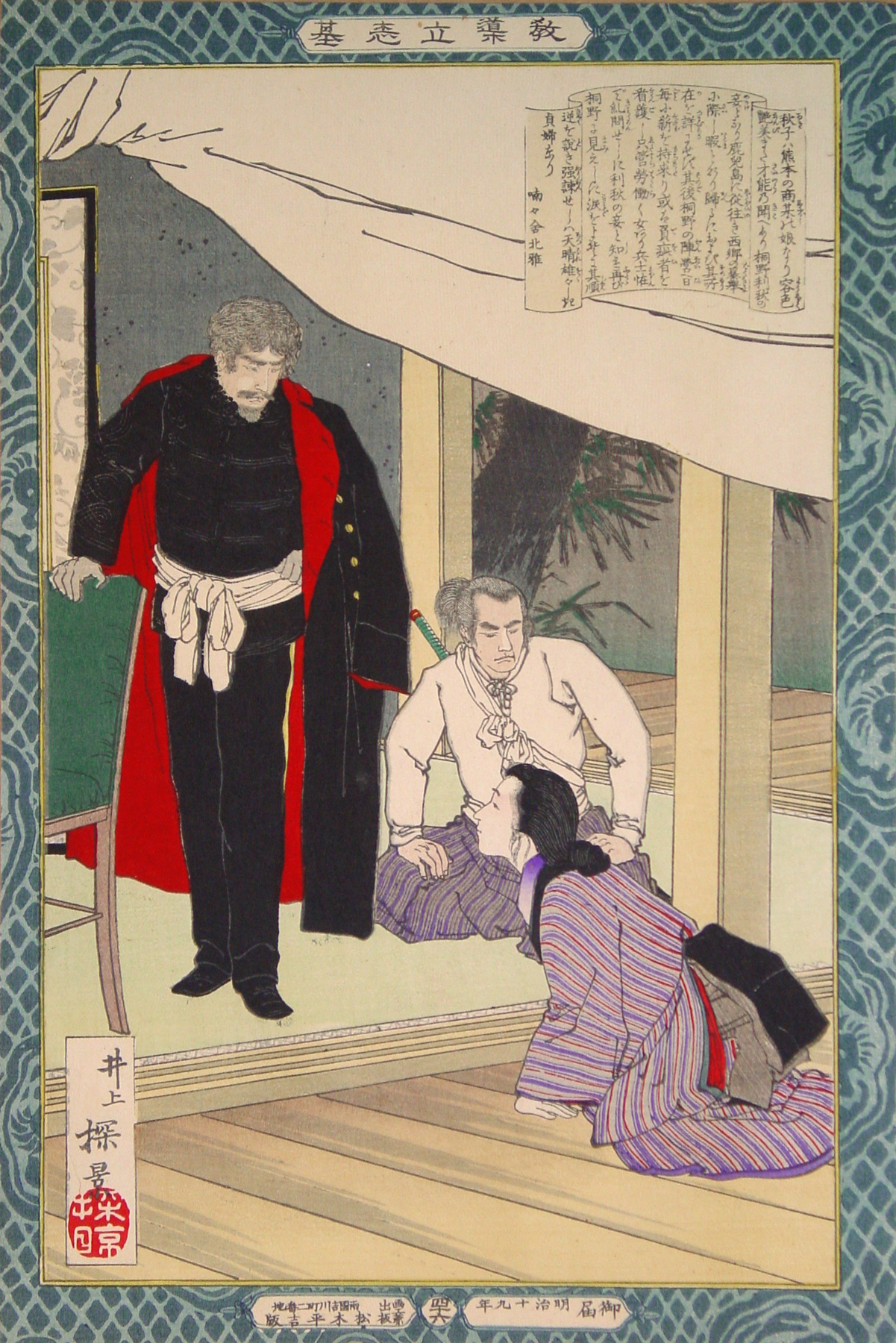
桐野利秋の妾の秋子。桐野から暇を出されたのちも密かに薩摩軍勢のために働き、桐野と再会した際には桐野に正しい道を説き、諫めた

### 楊洲周延

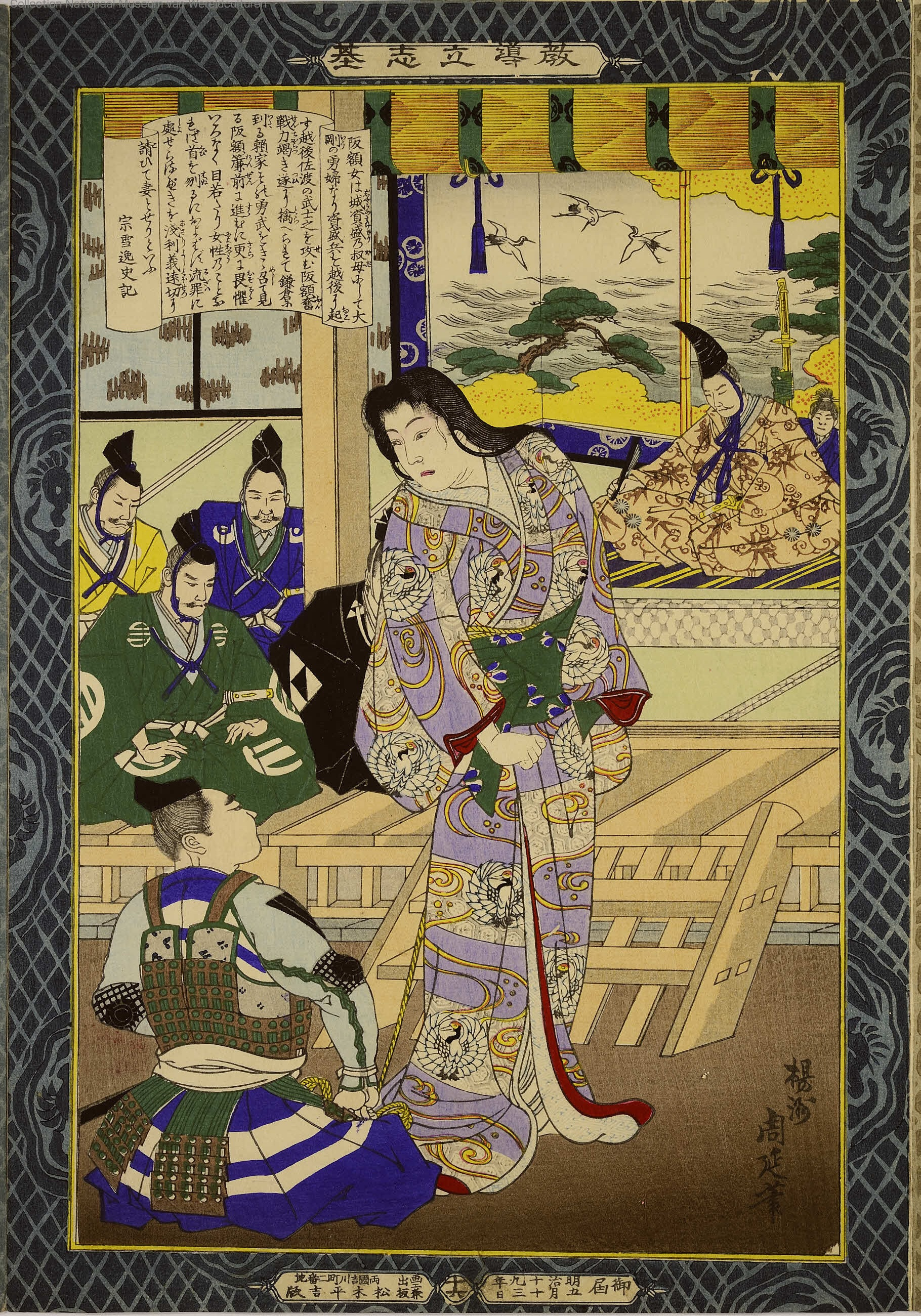
板額御前。女武将として佐渡で奮戦するも捕らえられ、鎌倉へ連行されたが、源頼家の面前でも毅然とした態度を崩さず、ふるまいの立派さに感銘した浅利義遠が妻とした
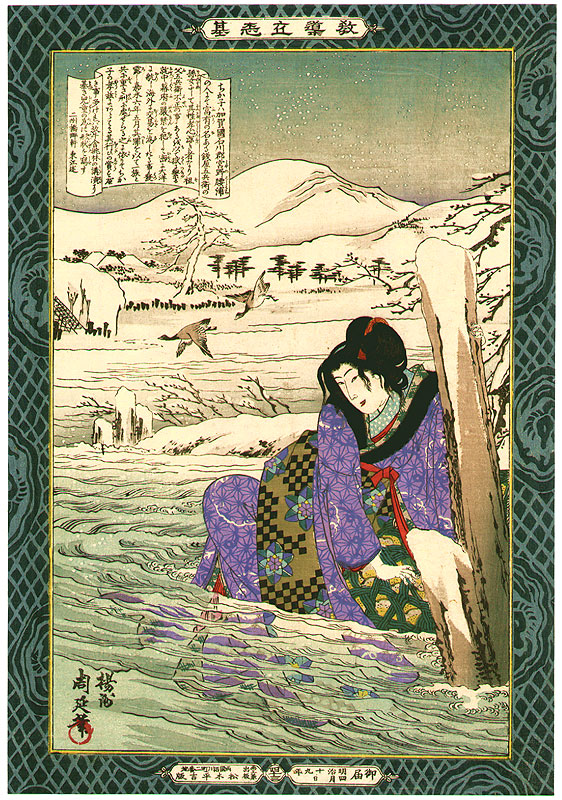
銭屋五兵衛の孫ちかこ。密貿易の罪で獄中にあった五兵衛の無罪放免を願って川に身を投げた

### 豊原国周

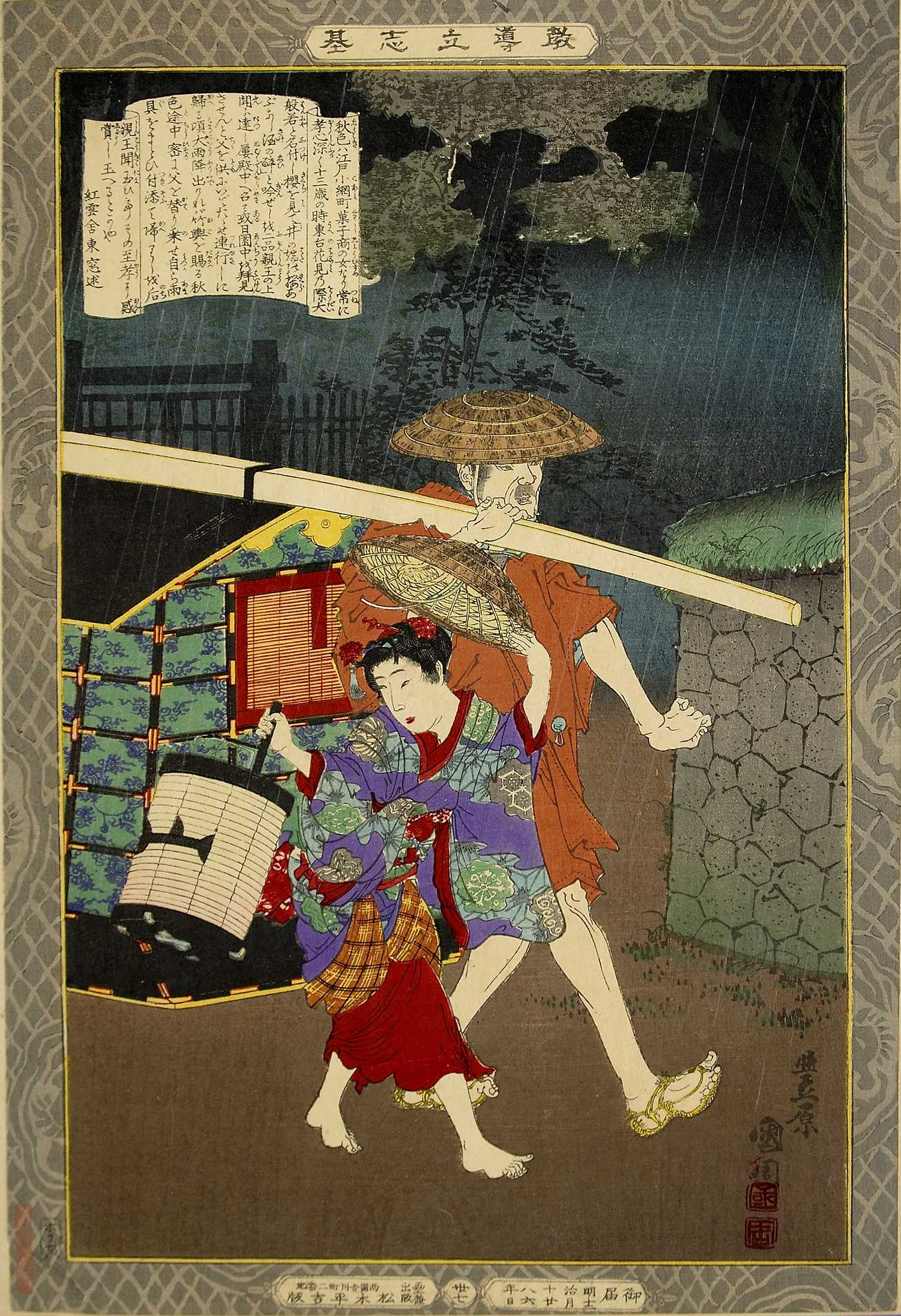
秋色女。子供ながら見事な句を詠んだことから貴人に招かれ、雨の帰路、駕篭には父を乗せ、自らは雨の中を歩いた

### 蜂須賀国明

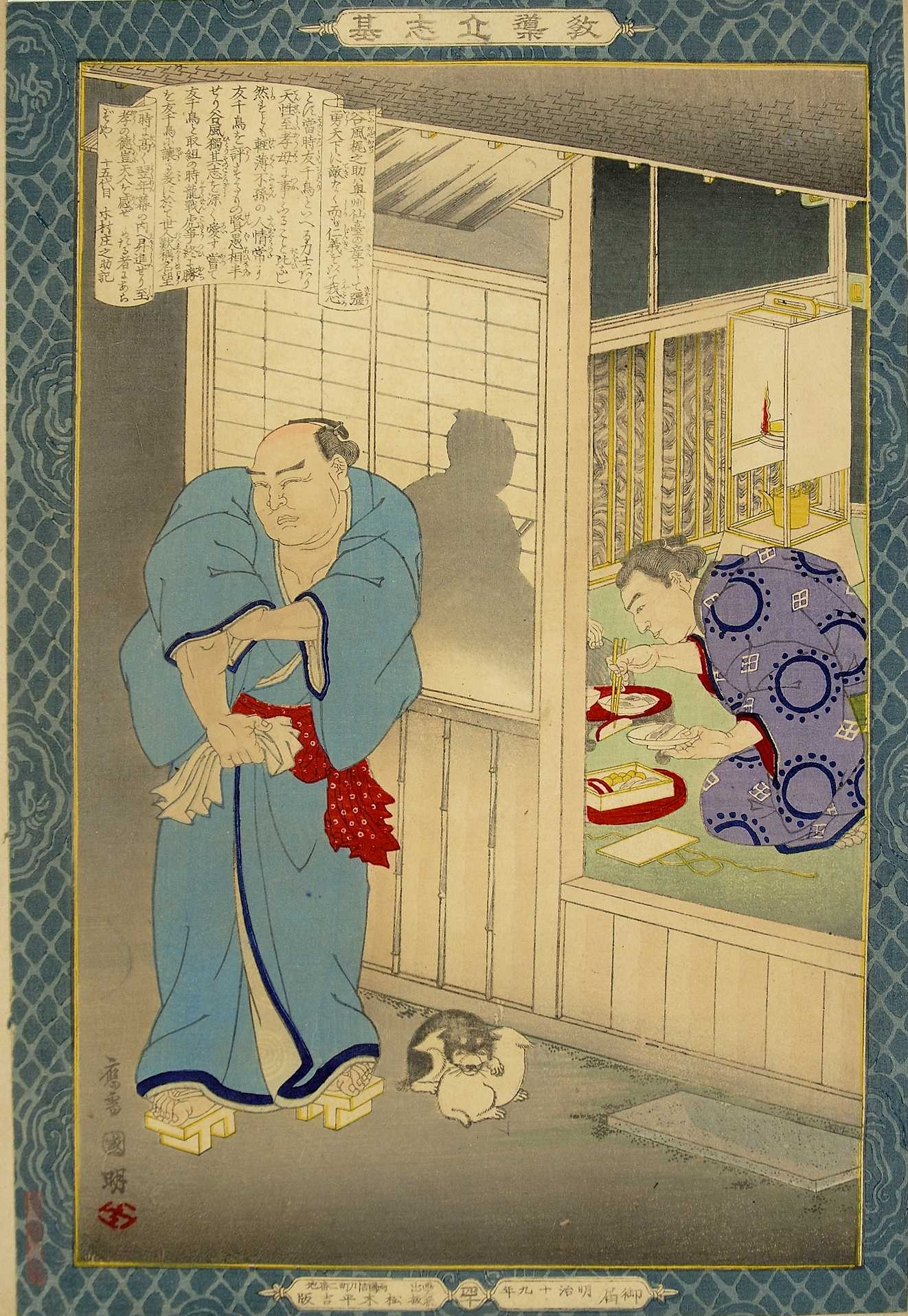
谷風梶之助